# 6.25 전쟁 기간 미국의 군사사
6.25 전쟁 당시 미국은 1950년 6월 27일부터 6.25 전쟁에 참전하여 싸운 미국의 군사사를 다룬다. 1개 야전군 규모로 한국전쟁에 참전하였으며 총 참전군은 1,789,000명, 전사자 36,940명, 부상자 92,134명, 실종자 3,737명의 피해를 입었다. 전쟁 기간 동안 대표적인 전투로는 스미스 특수임무부대의 오산 전투를 비롯하여 대전 전투, 낙동강선 방어전투, 인천상륙작전, 서울 및 평양탈환작전, 장진호 전투, 흥남철수작전, 벙커고지 전투, 그리고 저격능선 전투 등이 있다. 또한 미 지상군은 기간 중 알바니(Albany)작전을 비롯하여 크로마이트(Chromite)작전, 코만도(Commando)작전, 킬러(Killer)작전, 파일드라이버(Pile drive)작전 등을 실시하였다.

## 미국의 참전배경

### 한국전쟁 이전의 한미관계

#### 광복 이전
역사적으로 한미 간의 최초 접촉은 1757년 미국산 인삼과 한국산 인삼이 청나라 시장에서 경쟁을 벌인 것이 시초였다. 그 후 1833년, 로버츠가 포시드 국무장관에게 어느 보고서를 제출하며 조선을 미국에 최초로 공식 언급하였다. 그러고 1845년 2월 5일, 뉴욕 하원의원 출신 프래트가 본회의에서 미국 무역 확장에 관한 건을 논의하다 조선도 미국의 무역 대상국으로 넣을 것에 대하여 언급하게 된다. 그렇게 시간이 흘러 1866년 8월 미국 상선 제너럴 셔먼호 사건이 발생하고 이로 인하여 1871년 6월 한미 간 최초의 군사관계로 정립된 신미양요가 벌어진다. 신미양요는 6월 10일에 미국의 함포사격으로 시작하여 6월 12일 미국이 광성보에 성조기를 게양함으로써 미국의 승리로 끝난다.

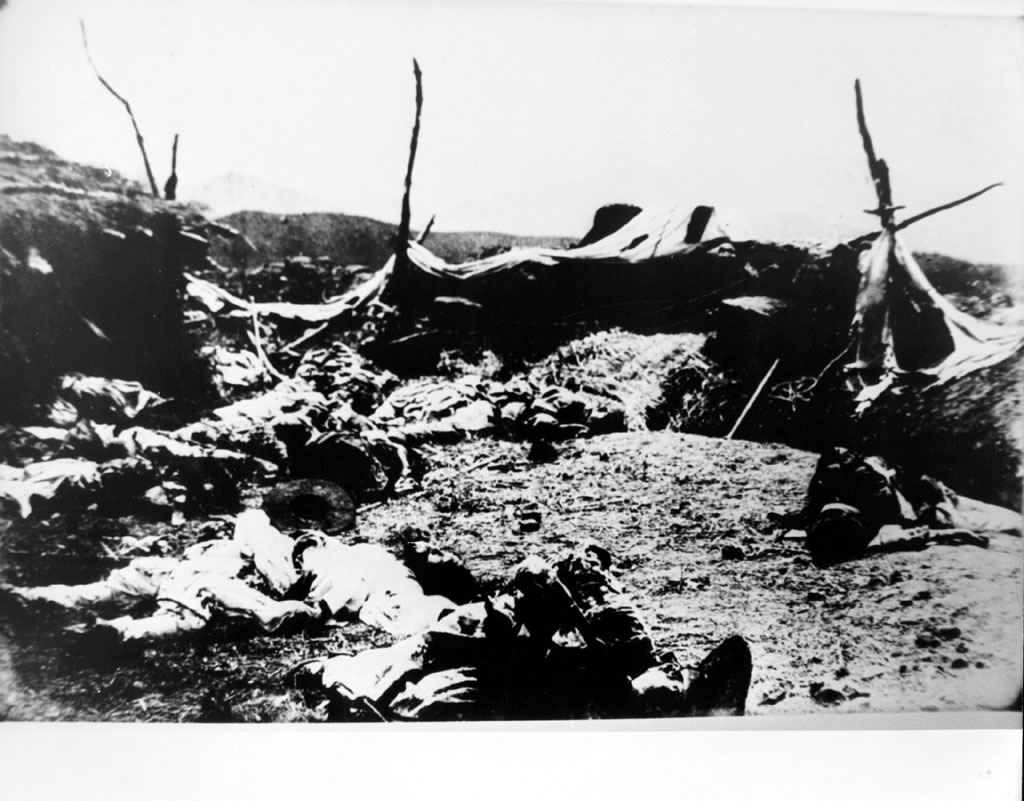
신미양요 당시 광성보 전투

이후 1878년 미국은 한일 조약 체결에 자극 받아 조선과 미국 사이 수교를 위해 슈펠트 제독을 파견한다. 그리고 슈펠트는 일본과 중국의 도움을 받아 1882년 한미수호통상조약을 체결하게 된다. 그리하여 한국과 미국 간에는 1882년부터 1905년 을사조약 체결로 한국의 외교권이 박탈되어 주한 미공사관이 철수할 때까지 23년 동안 공식적인 외교관계가 전개되었다.
그러나 사실 1905년 을사조약 배경에는 미국과 일본이 맺은 밀약, 가쓰라-태프트 비밀협정이 있었다. 일본이 필리핀을 침략하지 않는다는 조건으로 한반도에서의 일본의 지배권을 인정하는 외교적 합의를 본 것이다. 이로써 후에 한미관계는 태평양전쟁기 미국 전략사무국(OSS)과 한국광복군 및 한인과의 한미 군사합작이 형성될 때까지 약 40년 간 공백기를 맞이하게 된다.
긴 공백기 이후 다시 한미관계가 시작된 시기는 바로 독립운동 시기였다. 한미관계는 외교관계가 아닌 군사관계로 복원되는데 주요 관계로는 한인과 전략첩보국(OSS)의 한미 군사합작 훈련을 비롯하여 미국 내에서의 한인 지도자들의 군사활동 등을 들 수 있다. 이때 전략첩보국(OSS)라 하면 현 미 중앙정보국(CIA)의 전신이다. 임시정부를 비롯한 광복군에서도 미국 OSS와의 연계를 추진하여 여러 배합작전을 계획하였다. 이 중 하나가 광복을 위한 한미국내진공작전이었다. 그러나 이는 계획보다 이른 일본의 항복으로 작전 실행 직전 좌절되게 된다.

#### 광복 이후
광복 이후 한국 정부는 1948년 8월 24일 한미 간에 잠정적 군사안전에 관한 행정협정의 체결을 통하여 주한미군의 철수절차를 협의하고 철수 완료 시까지 한국의 안전을 유지하며 편성 중에 있는 대한민국 국군의 조직 훈련 및 무장을 계속한다는 합의를 얻어냈다.
그러나 정부 수립 이후 미국은 한반도에 점점 소극적이게 되었고, 한국전쟁이 발발했던 1950년 회계년도 대한 군 원조금으로는 약 1,020만 달러가 할당되었다. 이는 미군으로부터 인도받은 구형 장비의 정비물자와 수리부속품의 구매에 필요한 규모이며, 정부가 요청한 추가장비는 전혀 반영되지 않은 것이었다. 이에 대해 추가원조 요청에 소극적 태도로 일관해온 미 고문 단측에서도 이 원조는 국군이 스스로 방위태세를 갖추게 되는 최저 수준 정도라고 강조하며 1950년도 대한 군원은 최소 2,000만 달러는 되어야 한다고 했다. 그러나 1950년 1월 5일 트루먼 대통령의 대만 불개입 선언과 1월 12일 애치슨의 극동 방위선 천명을 통해 나타난 극동 및 대한 정책의 변화 조짐에 따라 1월 26일 한미상호방위원조 협정이 체결되었는데도 최종적으로 원조액은 1,097만 달러로 확정되었고 이에 따라 북한의 기습남침 시까지 도착한 것은 1,000달러 상당의 통신장비뿐이었다.
미국의 미미한 대한 군사 원조는 전쟁발발 직전 한국군의 방위력에 심각한 우려를 야기하였다. 주한 미 군사고문단은 전쟁 직전 한국군의 보급상태가 악화되어 1950년 6월의 전투부대에 대한 보급과 정비는 필요한 최저한도에 그치고 있으며 모든 종류의 부품은 떨어지고 한국군 무기의 15%, 수송수단의 35%는 사용할 수 없어 당시 장비로는 북한군의 남침 시 15일 이상 지탱하기 불가능하다고 판단하였다.

#### 2차 세계대전 이후의 국제 정세
제2차 세계대전 이후 미국과 소련 및 그 동맹국들 사이에 전개된 제한적인 대결상태, 즉 콜드워가 진행되었다. 제2차 세계대전이 끝나가는 1945년 5월 나치 독일이 항복하면서 미·영 양국과 소련 사이의 불안정한 전시동맹관계는 해체되기 시작하였다. 1948년까지 소련은 동유럽 제국에 좌익정부를 건설하였으며, 미국과 영국은 독일 내 양국 점령지구의 대소(對蘇)배상을 중단하는 것으로 이에 대응하였다. 미국과 영국은 소련의 항구적인 동유럽 지배와 서유럽 및 그밖의 지역에서 소련의 영향을 받는 공산당이 집권할 가능성을 우려하였다. 한편 소련은 독일의 군사위협재발을 방지하기 위해 동유럽에 대한 지배를 계속하기로 결정하였으며, 주로 이데올로기적인 이유에서 공산주의를 세계적으로 보급시키는 데 주력하였다. 47년 3월 “오늘날 발트해(海)로부터 아드리아해(海)에 이르기까지 유럽을 둘러싼 철의 장막이 드리워져 있다”는 윈스턴 처칠의 반공연설, 미국의 상·하양원합동회의에서 미국이 공산세력을 저지하는데 지도적인 역할을 해야 한다는 트루먼 독트린, 이어 6월 트루먼 독트린에 발맞추어 유럽부흥을 위해 실시한 마셜 플랜 등이 초기에 자본주의가 행한 냉전이다. 이에 대해 사회주의권에서는 47년 7월 이후 소련과 동구 제국간 또는 동구 제국 상호 간의 물자교환협정 및 통상차관협정을 체결하고, 10월 소련공산당을 중심으로 하는 코민포름을 결성하였다.

#### 미국과 소련의 대립
냉전은 1948년에서 1953년에 최고조에 이르게 된다. 이 기간 동안 소련은 독자적 핵무기 개발에 성공함으로써 군사적으로 미국과 맞설 수 있게 되었고, 미국은 미국대로 점증하는 소련의 위협에 맞서 1949년 나토(NATO), 곧 북대서양 조약기구라는 유럽 군사 동맹 체제를 구축했다. 1949년에는 중국 본토에 공산당 정권이 들어섰다. 양 진영 간의 긴장 상태는 1948년 소련의 베를린 봉쇄로 위기를 맞았다가 1950년 한국에서 6.25전쟁이라는 열전으로 폭발했다. 이 열전은 1953년에야 끝이 났다.

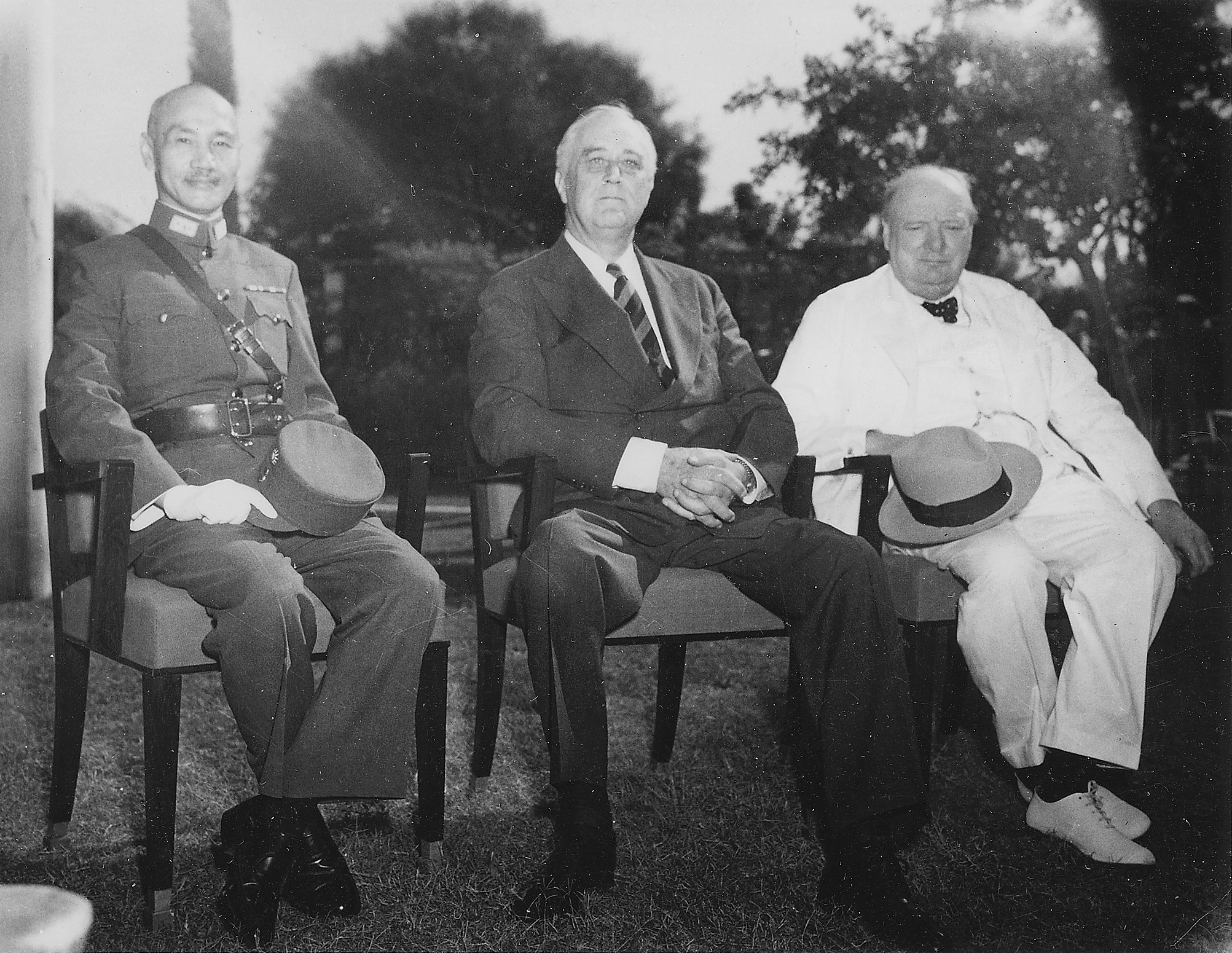
카이로 회담(왼쪽부터 장제스, 루즈벨트, 처칠)

#### 미국과 소련의 한국 신탁통치

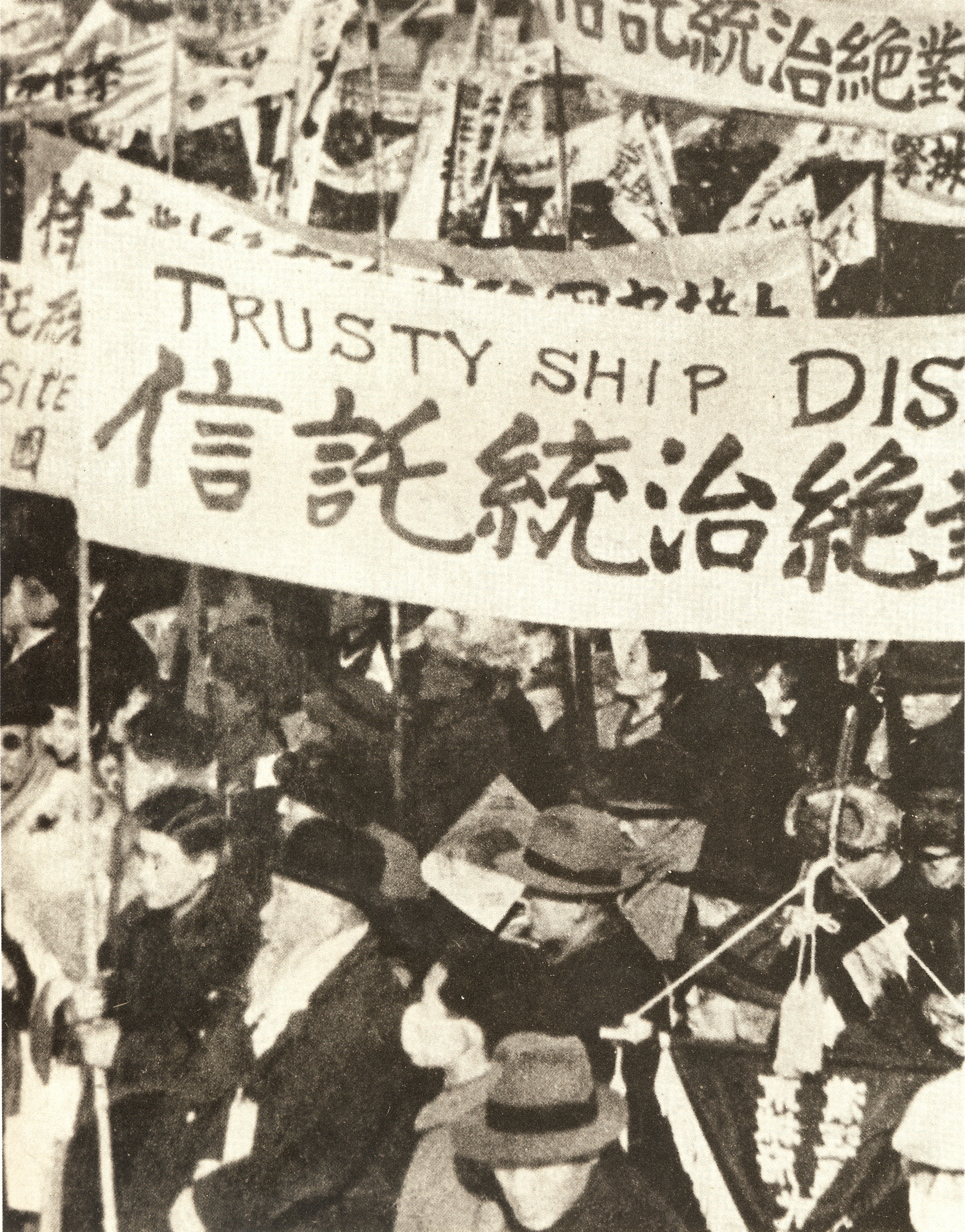
미국과 소련의 한국 신탁통치결정에 반발하고 있다.

미국 정부내에서는 전쟁 후 한국문제에 대하여 한국인의 절대다수가 문맹이며 가난하다는 것과 정치적경험이 없다는 점, 또 경제적으로 후진적이고 미개하며, 일제의 지배에 의해 자유가 무엇인지도 모르는 상황을 근거로 들며 한국을 근대국가로 성장시키기 위해서는 강대국들에 의해 지도받아야한다고 말하였다. 이와 동시에 소련의 영향력을 견재하기 위해서라도 한반도를 신탁통치 하는 것이 좋은 해결책이라고 생각했다. 이는 카이로회담의 카이로 선언에서 적절한 절차를 거쳐서 한반도에 독립을 부여한다고 표현되었다. 카이로 회담 내용을 테헤란에서 소련의 스탈린에게 알리자, 소련 또한 한국을 신탁통치한 후 독립시키자는 루스벨트 대통령의 제안에 찬동을 표명한다. 일본이 무조건 항복의사를 표시하고 난 후 미국은 이러한 전황의 급속한 진전에 대처해야 했다. 일본에 선전포고를 한 소련의 군대가 빠르게 한반도에 접근하고 있었기 때문에 미국은 한반도 문제에 대해 신속한 결정을 내렸어야 했다. 미국은 한반도내의 일본군 무장해제와 군사적 점령이라는 전략 추구를 위하여 작전한계선을 신속히 선정하기로 하였다. 이 때에 실무를 담당한 본스틸 대령과 딘 러스트 대령은 1945년 8월 11일 새벽 미,소 작전 담당구역 분할선을 북위38도선으로 정하게 되었다. 미국 사절단을 통해 이러한 내용을 스탈린에게 전달하였으나 별다른 언급이 없었고 이는 묵시적인 동의로 간주되어,38도선을 경계로 이북은 소련이 이, 이남은 미군이 일본군에게 항복을 받기로 되었다. 소련군 제 25군사령관 치스챠코프 대장은 평양에 군사령부를 설치하고 북한 전역에 걸친 군정체계를 수립하는 한편, 군정실시 기관으로 로마넨코 소장을 사령관으로 하는 민정관리총국을 설치하였다. 미국측은 1945년 8월 20일 주중 미군사령관 웨드마이어 중장 명의로 대한민국 지역에 미군이 진주할 것임을 알리는 삐라를 살포하였고,이어서 태평양 미국 욱군총사령부는 포고 제1호,제2호,제3호를 동시 발표하여 대한민국에 군정을 실시할 것임을 공포하였다.

#### 남ㆍ북한의 단독정부 수립
단일의 독립된 자치 정부를 수립하는 방안으로 미․소가 합의한 것이 1945년 12월의 모스크바협정이었다. 그 내용은 ‘先 임시정부 수립, 後 신탁통치’를 거쳐 한국을 단일의 국민국가로 독립시킨다는 것이었다. 모스크바협정에 따라 임시정부 수립문제를 논의하기 위한 제1․2차 미․소공동위원회가 1946년 3월과 1947년 5월 각각 개최되었지만, ‘협의대상 선정문제’를 둘러싼 미․소의 이견으로 인해 결국 결렬되었다. 협의대상 선정문제란, 표면상으로는 임시정부 수립방안을 미․소공동위원회와 같이 협의할 한국의 정당 및 사회단체 대표를 선정하는 문제였지만, 그 본질은 장차 수립될 임시정부의 주도권을 둘러싼 것이었다.
미국은 친미 우파주도하의 임시정부를 수립하고자 했고, 소련은 친소 좌파세 력이 주도하는 임시정부를 의도하였기에 양측의 합의는 처음부터 쉬운 것이 아니었다고 할 수 있다. 합의를 더욱 어렵게 한 것은 우파측의 격렬한 反託 運動이었다. 반탁을 근거로 소련은 협의대상에서 우파세력을 배제할 것을 요 구했고, 미국은 자신의 지지세력을 배제하려는 요구를 수용할 수 없었다. 1947년 8월 제2차 미․소공동위원회의 최종적 결렬은, 분할점령으로 야기 된 한반도의 분단상황을 극복하고 단일의 독립자치정부를 수립할, 한반도 문 제 해결의 유일한 미․소합의안인 모스크바협정의 최종적 파기를 의미하였다.
보다 중요하게 그것은 1947년부터 시작된 미․소냉전의 본격화와 미국의 대소정책의 전환 속에서, 한반도 문제 역시 전혀 새로운 국면으로 접어들게 됨을 의미하였다. 1947년 초에 들어 미국의 對蘇戰略은, 트루만 독트린(Truman Doctrine)과 마샬플랜(Marshall Plan)으로 상징되듯이, 미․소협력에 기반한 루즈벨트 (Roosevelt)式 국제주의 노선에서 미․소냉전에 기초한 봉쇄전략으로 그 성격 이 근본적으로 전환되었다. 동아시아 차원에서도 미국은 중국을 포기하는 대 신 일본을 중심으로 하는 對蘇 봉쇄노선을 수립하게 된다.2) 전후 미국 외교 노선의 이러한 전환 속에서 미국의 對韓政策 역시 모스크바 협정안을 지키 려는 상호주의 또는 대소 협조노선이 폐기되고 대신 소련과의 합의 여부에 상관없이 미국의 노선을 밀어 부치려는 일방주의로 나아가게 된다. 한국문제의 유엔 이관 방침은 이러한 배경 위에서 한반도 문제의 새로운 해결책으로 채택된 것이었다. 1947년 2월 새로운 상황에 맞추어 대한정책을 전면적으로 재검토하기 위 한 특별위원회가 구성되었고, 그 결과 육군성과 국무성은 4월 초 새로운 대 한정책에 합의하게 된다. 그 내용의 핵심은, 장차 개최될 미․소공동위원회에서 진전이 없고 소련의 방해가 최종적으로 증명되면 한국문제를 유엔에 회부한다는 것이었다. 미국의 예상대로 제2차 미․소공동위원회가 7월에 이르러 다시 교착상태에 빠지게 되자, 트루만 행정부는 8월 초 한국문제의 유엔 이관에 대한 구체적 방안을 마련하였다. 이에 따르면, 먼저 소련에 대 해 한국문제를 다룰 4대국 특별회담 개최를 요구하고, 이 회담에서 남북한 각각의 점령지역에서 입법부 구성을 위한 유엔 감시하 선거(인구비례에 따라 선출)를 치를 것을 제안하며, 소련이 이러한 미국의 제안을 거부할 경우 한 국문제를 유엔에 이양하여 대한민국 지역만이라도 선거를 실시한다는 것이었다.

#### 애치슨라인
1950년 1월 미국의 국무부 장관 딘 애치슨은 스탈린과 마오쩌둥의 야심을 저지하고 태평양 지역의 공산화를 저지하기 위한 극동 방위선을 발표했다. 애치슨이 발표한 지역방위선은 알류산 열도에서 필리핀을 잇는 방위선안에 한반도와 대만을 포함시키지 않았다. 극동방위선은 미국이 자유민주주의 진영을 지키기 위해 마련한 방위거점으로 극동방위선에 한반도와 대만을 포함시키지 않은 이유는 한국과 대만을 보호하지 않겠다는 것이 아니다. 미합참에서 태평양 지역에 공산화된 중국이나 소련이 불법 침략 야욕을 보인다면 미국이 우선적으로 확보하고 양보해서는 안될 전략적인 중요거점을 표시한 것으로 애치슨이 언급한 극동방위선은 경계선의 개념이 아니라 방위거점의 의미를 지닌다. 그러나 김일성은 1949년 한반도 내 미군의 철수와 애치슨 라인에서 한반도가 포함되지 않은 것을 북한이 전쟁을 일으켜도 미국이 참전하지 않을 것이라 오판하였고 결국 애치슨 라인 선언은 한국전쟁 발발의 계기가 된다. 애치슨 라인 선언에 대한 논란은 끊이지 않고 있으며 현재까지 그 배경과 의도에 대해 많은 연구가 진행되고 있다.

#### 한국전쟁 발발 이후 상황
1950년 6.25전쟁이 발발하고, 유엔 안보리에서는 즉각적으로 이 문제를 논의하였다. 6월 25일 북한의 침략이 확인되자마자, 유엔 안보리는 헌장에 의거 신속하게 대응조치를 취하였다. 안보리는 뉴욕시간 당일 즉각 소집되었고 찬성 9, 기권 1(유고), 불참석1(소련)로 결의문 제 82호를 채택하였다. 안보리는 결의문에서. 북한의 행동은 평화의 파기이며, 적대행위의 즉각적인 중지를 촉구하였고, 북한군이 38선 이북으로 철수할 것을 권고하였다. 북한의 반응이 없자 6월 27일 다시 안보리는 결의문 제 83호를 채택하고, "무력공격의 격퇴와 그 지역에서의 국제평화 및 안전의 회복을 위해 한국에 대해 필요한 원조를 할 것을 회원국에 권고"하였다. 6월 27일 미군을 시작으로 연합군의 참전이 시작되었다. 유엔사무총장 트리그브 리 (Trygve Lie)는 결의문 83호에 의거 회원국들에게 집단조치를 위한 필요한 지원을 요청하였고, 이에 따라 여러 회원국들은 정치적 지지로부터 군대 및 식량, 의약품 제공 등에 이르기까지 다양한 약속을 하였다. 안보리는 7월 7일 결의문 제 84호를 채택하고, 효과적인 군사작전을 위하여 군사지원의 조정에 관하여 언급하였다. 동 결의문은 유엔안보리 결의에 따라 군대와 지원을 제공하는 국가들이 미국 지휘하의 통합사령부에 군대와 지원을 제공할 것을 권고하였다. 또한 미국에 대하여 사령관을 지명하도록 요청하고, 통합사령부가 참전 국가들의 국기와 함께 유엔기를 사용할 수 있도록 승인하였다.

## 편제 및 편성
보병 7개 사단, 기병 1개 사단, 해병 1개 사단, 극동함대, 미 7함대 등 261척 극동공군 등 66개 대대가 전투에 참여하였다.
미국의 육군은 1개 야전군, 3개 군단, 7개 보병사단, 1개 기병사단, 1개 해병사단, 2개 연대전투단으로 병력은 302,483명이 투입되었고 제24사단, 제25사단, 제1기병사단, 제2사단, 제3사단, 제7사단, 제1해병사단, 제40사단, 제45사단 등 9개 사단과 2개 연대전투단 그리고 수많은 전투부대를 파병했다.
미국의 해군은 극동해군의 통제 하에 제7함대가 주로 작전을 수행했다. 여기에는 항공모함, 전함, 순양함, 구축함, 잠수함 및 지원함이 참여해 개전 이후 10일째 되는 7월 4일부터 북한 해안을 봉쇄함으로써 제해권을 완전히 장악할 수 있었다. 이후 미 해군은 공중폭격, 함포사격, 상륙병력 수송, 미 본토로부터의 인원과 물자수송 등 다양한 활동을 통해 전쟁을 유리하게 이끌 수 있는 중요한 역할을 수행했다. 특히 인천상륙작전과 흥남철수작전의 완전한 성공을 통해 고도로 숙련된 전투 능력을 보여 주었다.
미국의 공군은 극동공군의 통제 하에 제5공군과 전략폭격사령부를 중심으로 북한군과 중공군의 작전수행 능력을 고갈시키기 위한 폭격과 유엔 지상군이 작전을 원활히 수행할 수 있도록 하기 위한 근접지원 작전을 펼쳤다. 미 공군은 전쟁의 초기단계부터 마지막까지 북한군과 중공군에 큰 피해를 입혔다.

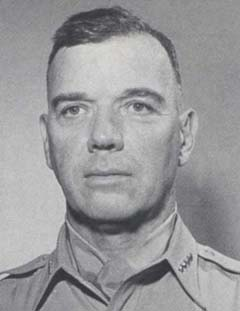
James Alward Van Fleet (제임스 앨워드 밴 플리트)

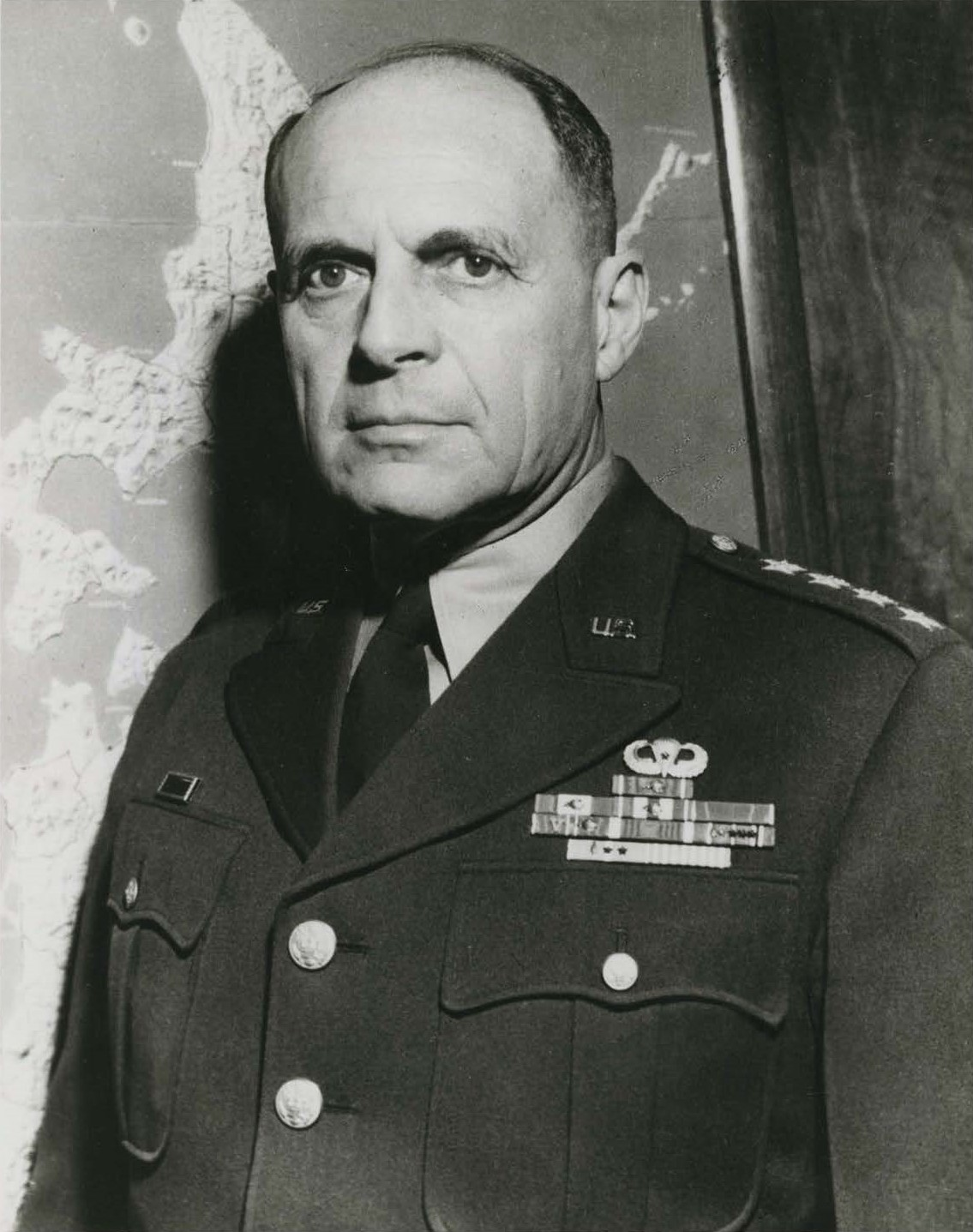
매튜 벙커 리지웨이(Matthew Bunker Ridgway)

| 구분   | 야전군 | 군단 | 사단 | 사단     | 사단       | 연대전투단 | 보병연대 | 포병대대 | 기갑대대 |
| 구분   | 야전군 | 군단 | 소계 | 정규사단 | 주방위사단 | 연대전투단 | 보병연대 | 포병대대 | 기갑대대 |
| ------ | ------ | ---- | ---- | -------- | ---------- | ---------- | -------- | -------- | -------- |
| 부대수 | 1      | 3    | 8    | 6        | 2          | 2          | 28       | 54       | 8        |

| 구분         | 계급 | 성명                | 참전기간                | 비고                   |
| ------------ | ---- | ------------------- | ----------------------- | ---------------------- |
| 제8군 사령관 | 중장 | Walton H. Walker    | 1950.07.13~1950.12.23.  | 1951.01.02. 대장 추서  |
| 제8군 사령관 | 중장 | Matthew B. Ridgway  | 1950.12.26~1951.04.14.  | 1951.05.11. 대장 진급  |
| 제8군 사령관 | 중장 | James A. Van Fleet  | 1951.04.14.~1953.02.10. | 1951.08.01. 대장 진급  |
| 제8군 사령관 | 중장 | Maxwell D. Taylor   | 1953.02.11.~1955.03.01. | 1953.06.23. 대장 진급  |
| 제1군단장    | 중장 | John B. Coulter     | 1950.08.02.~1950.09.10. |                        |
| 제1군단장    | 중장 | Frank W. Milburn    | 1950.09.11.~1951.07.18. |                        |
| 제1군단장    | 중장 | John W. O'Daniel    | 1951.07.19.~1952.06.28. |                        |
| 제1군단장    | 중장 | John W. Kendal      | 1952.06.29.~1953.04.10. | 1952.09.16. 중장 진급  |
| 제1군단장    | 중장 | Bruce C. Clarke     | 1953.04.11~1953.10.13.  |                        |
| 제9군단장    | 소장 | Frank W. Milburn    | 1950.08.10~1950.09.11.  |                        |
| 제9군단장    | 소장 | John B. Coulter     | 1950.09.12~1951.01.31.  |                        |
| 제9군단장    | 소장 | Bryan E. Moore      | 1951.01.31~1951.02.24.  | 1951.02.23. 헬기사고사 |
| 제9군단장    | 중장 | William H. Hoge     | 1951.03.05~1951.12.23   | 1951.06.03. 중장 진급  |
| 제9군단장    | 소장 | Willard G. Wyman    | 1951.12.24~1952.07.30   |                        |
| 제9군단장    | 중장 | Reuben E. Jenkins   | 1952.08.09~1953.08.09.  | 1952.11.08. 중장 진급  |
| 제10군단장   | 중장 | Edward M. Almond    | 1950.08.26~1951.07.15   | 1951.02.12. 중장 진급  |
| 제10군단장   | 소장 | Cloves E. Byers     | 1951.07.15~1951.12.05.  |                        |
| 제10군단장   | 중장 | Williston B. Palmer | 1951.12.05~1952.08.11.  |                        |
| 제10군단장   | 중장 | Issac D. White      | 1952.08.15~1953.08.15   | 1952.11.07. 중장 진급  |

| 구분                | 계급 | 성명              | 참전기간                |
| ------------------- | ---- | ----------------- | ----------------------- |
| 극동해군 사령관     | 중장 | Charles T. Joy    | 1950.06.27.~1952.06.04. |
| 극동해군 사령관     | 중장 | Robert P. Briscoe | 1952.06.04.~1954.04.02. |
| 제7함대 사령관      | 중장 | Arthur D. Struble | 1950.06.27.~1951.03.28. |
| 제7함대 사령관      | 중장 | Harold M. Martin  | 1951.03.28.~1952.03.03. |
| 제7함대 사령관      | 중장 | Robert P. Briscoe | 1952.03.03.~1953.05.20. |
| 제7함대 사령관      | 중장 | Joseph J. Clark   | 1952.05.20.~1953.07.27. |
| 제90기동 함대사령관 | 소장 | J. H. Doyle       | 1950.06.27.~1950.09.27. |
| 제90기동 함대사령관 | 소장 | L. A. Thackrey    | 1950.09.27.~1950.10.11. |
| 제90기동 함대사령관 | 소장 | J. H. Doyle       | 1950.10.11.~1951.01.24. |
| 제90기동 함대사령관 | 소장 | I. N. Kiland      | 1951.01.24.~1951.09.03. |
| 제90기동 함대사령관 | 소장 | T. B. Hill        | 1951.09.03.~1951.10.08. |
| 제90기동 함대사령관 | 소장 | C. F. Espe        | 1951.10.08.~1952.06.05. |
| 제90기동 함대사령관 | 소장 | F. X. Mclnerney   | 1952.06.05.~1953.11.21. |
| 제95기동 함대사령관 | 소장 | J. M. Higgins     | 1950.06.27.~1953.07.25. |
| 제95기동 함대사령관 | 소장 | C. C. Hartman     | 1950.07.25.~1950.09.12. |
| 제95기동 함대사령관 | 소장 | A. E. Smith       | 1950.09.12.~1951.02.19. |
| 제95기동 함대사령관 | 소장 | W. Andrews        | 1951.02.19.~1951.04.03. |
| 제95기동 함대사령관 | 소장 | A. E. Smith       | 1951.04.03.~1951.06.20. |
| 제95기동 함대사령관 | 소장 | G. C. Dyer        | 1951.06.20.~1952.05.31. |
| 제95기동 함대사령관 | 소장 | J. E. Gingrich    | 1952.05.31.~1953.02.12. |
| 제95기동 함대사령관 | 소장 | C. E. Olsen       | 1953.02.12.~1953.07.27. |

| 구분               | 계급 | 성명                  | 참전기간                | 비고                 |
| ------------------ | ---- | --------------------- | ----------------------- | -------------------- |
| 극동공군사령관     | 중장 | George E. Stratemeyer | 1949.04.26.~1951.05.21. |                      |
| 극동공군사령관     | 중장 | Earle E. Patridge     | 1951.05.21.~1951.06.10. |                      |
| 극동공군사령관     | 중장 | Otto P. Weyland       | 1951.06.10.~1954.03.31. |                      |
| 제5공군사령관      | 중장 | Earle E. Patridge     | 1950.06.27.~1951.05.21. |                      |
| 제5공군사령관      | 소장 | E. J. Timberlake      | 1951.05.21.~1951.06.01. |                      |
| 제5공군사령관      | 소장 | Frank F. Everest      | 1951.06.01.~1952.05.30. | 1951.12.20. 중장진급 |
| 제5공군사령관      | 소장 | Glenn O. Barcus       | 1952.05.30.~1953.05.31. | 1952.06.10. 중장진급 |
| 제5공군사령관      | 중장 | Samuel E. Anderson    | 1953.05.31.~1954.06.    |                      |
| 극동공군폭격사령관 | 소장 | Emmett O'Donnell, Jr. | 1950.07.08.~1951.01.10. |                      |
| 극동공군폭격사령관 | 준장 | James E. Briggs       | 1951.01.10.~1951.05.23. |                      |
| 극동공군폭격사령관 | 준장 | Robert H. Terrill     | 1951.05.23.~1951.09.30. |                      |
| 극동공군폭격사령관 | 준장 | Joe W. Kelly          | 1951.09.30.~1952.03.15. |                      |
| 극동공군폭격사령관 | 준장 | Wiley D. Ganey        | 1952.03.15.~1952.10.05. |                      |
| 극동공군폭격사령관 | 준장 | William P. Fisher     | 1952.10.05.~1953.06.15. |                      |
| 극동공군폭격사령관 | 준장 | Richard H. Carmichael | 1953.06.15.~            |                      |
| 극동공군수송사령관 | 소장 | William H. Tunner     | 1950.08.26.~1951.02.08. |                      |
| 극동공군수송사령관 | 준장 | John P. Henebry       | 1951.02.08.~1952.02.26. |                      |
| 극동공군수송사령관 | 대령 | Cecil H. Childre      | 1952.02.26.~1952.04.10. | 대리                 |
| 극동공군수송사령관 | 소장 | Chester E. McCarty    | 1952.04.10.~            |                      |

## 주요 전투와 작전 - 전쟁초기(1950. 06. 25~ 인천상륙작전)

### 스미스부대 죽미령 전투
| 일시       | 장소                           | 교전부대                                                                                          | 특징                                        |
| ---------- | ------------------------------ | ------------------------------------------------------------------------------------------------- | ------------------------------------------- |
| 1950.07.05 | 경기도 오산시 내삼미동(죽미령) | 미 제24사단 21연대 1대대(스미스 특수임무 부대) vs 북한군 제4사단 예하부대, 제107전차연대 예하부대 | 한국전쟁에서 미 지상군이 참전한 최초의 전투 |

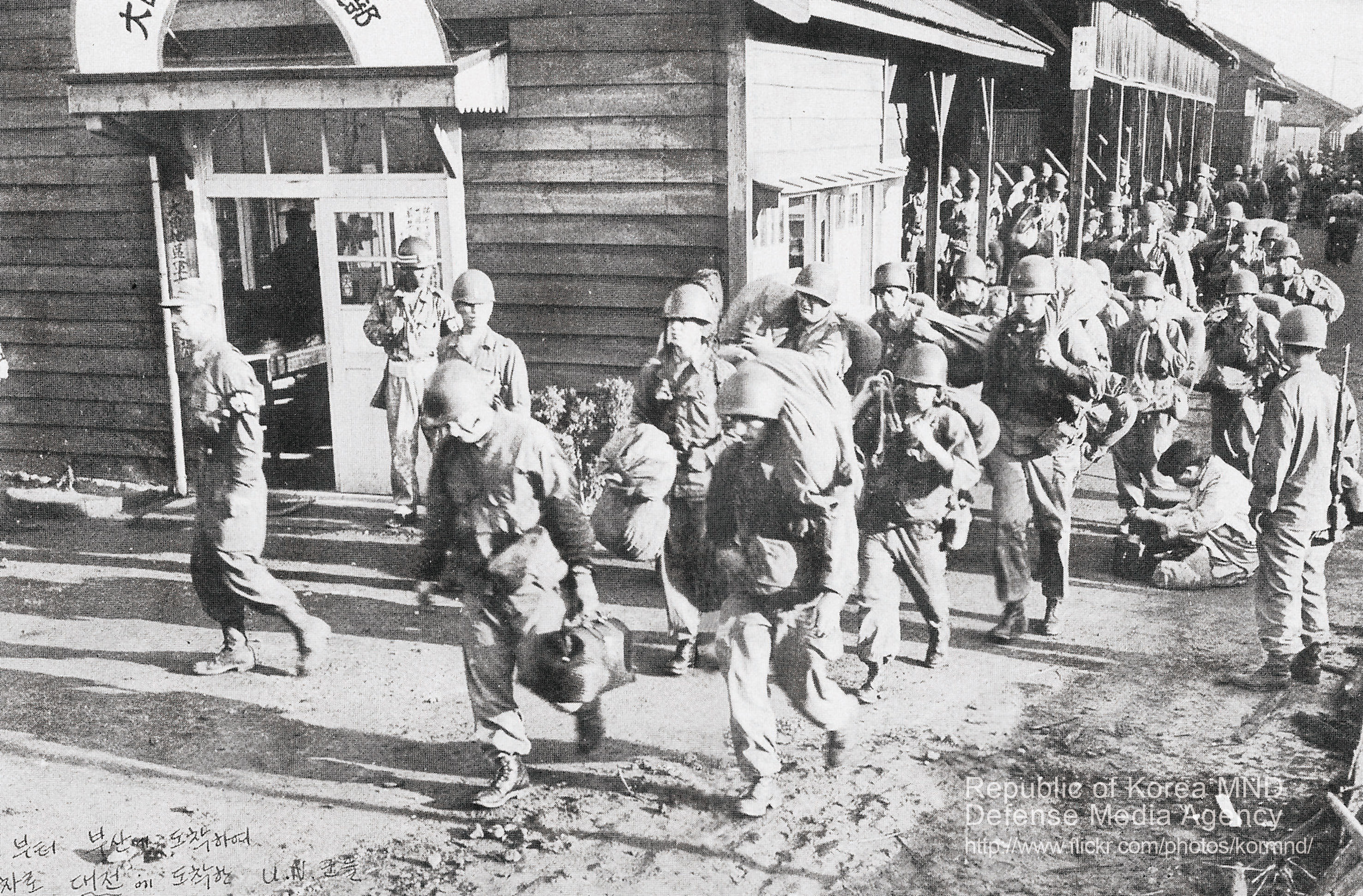
한국에 최초로 파견된 스미스 부대

죽미령 전투는 1950년 7월 5일 6ㆍ25전쟁에 최초로 투입된 스미스 특수임무부대(Task Force Smith)가 오산 북방의 죽미령에서 북한군 제105전차사단 및 제4보병사단을 상대로 실시한 방어전투이다.

미 지상군의 선발대로 파견된 스미스 대대가 수행한 죽미령 전투의 결과, 540명의 부대원 중 150여 명이 전사하고, 포병대대 소속 장교 5명과 병사 26명이 실종되었다. 또한 다수의 미군 장비가 적에게 탈취되는 등 미군의 피해가 적지 않았다. 한편 북한군 제4사단도 42명의 전사자와 85명의 부상자가 발생하고, 4대의 전차가 파괴되었다.
한국전쟁에서 미군과 북한군이 처음으로 교전한 죽미령 전투의 결과는 참전 초기 미군과 국군에게 커다란 충격과 실망을 안겨주었다. 미군 병사들은 미군의 전술과 무기로 북한군의 공격을 막아낼 수 있을까 하는 의구심을 갖게 되었으며 결국 이러한 심리적 불안은 참전 초기 미군 병사들의 사기를 떨어뜨리는 요인으로 작용하게 되었다. 반면 북한군은 자신들이 예측했던 것보다 훨씬 빨리 미군이 참전했다는 것을 확인하자 미군이 추가적인 증원을 하기 전에 신속하게 한반도 전체를 점령하기 위한 작전을 서두르지 않을 수 없었다.

### 대전지구 전투
| 일시                    | 장소                                 | 교전부대                               | 특징 |
| ----------------------- | ------------------------------------ | -------------------------------------- | --- |
| 1950.07.14 ~ 1950.07.20 | 충청남도 연기군 및 공주군, 대전 일대 | 미 제 24보병사단 vs 북한군 제 3, 4사단 | 방어선이 돌파되어 철수하던 중, 우회한 북한군으로부터 배후 공격을 받고 미 사단장 딘(William F. Dean)소장이 실종되어 포로가 됨. |

대전은 유성, 논산, 금산, 옥천, 조치원으로 가는 5개 도로가 방사선형으로 연결되어 있는 전략적 요충지이다. 미 제24사단은 대전 북방 대평리와 공주 지역에 각각 1개 연대의 병력을 배치하여 금강에 연한 방어진지를 구축하고 북한군 2개 사단의 공격을 4일 동안 저지하였으나 결국 방어선이 돌파되었다. 사단장인 딘(William F. Dean)소장이 포로가 되기도 하였지만 3일 동안 고전 끝에 영동으로 철수하였다.
이때 미군은 7월 20일 대전 시가지 전투에서 3.5인치 로켓포를 최초로 사용하여 그때까지 파괴하지 못하였던 북한군 T-34 전차를 파괴하는 데 성공하였다. 이로 인해 북한군은 보병에서는 경미한 손상을 입은 반면, 포병과 기갑부대에서 많은 손실을 입었다. 그 결과, 미군은 북한군의 전투력을 재평가하고 새로운 대비책을 강구하게 되었으며, 북한군은 한국군과 미군이 유기적인 전선을 형성하기 전에 대구 지역으로 남하하기 위해 경부 축선 상에 전투력을 집중하게 된다.

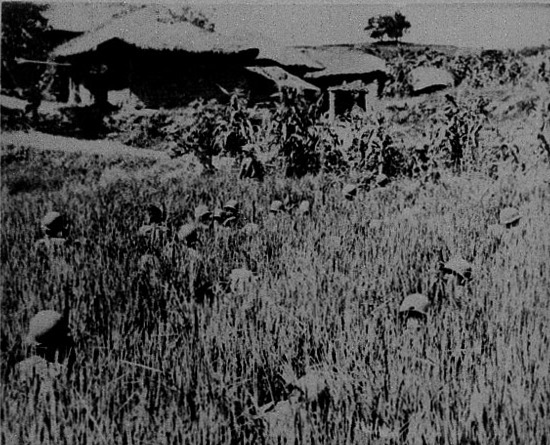
마산지구 전투

### 마산지구 전투
| 일시                    | 장소                         | 교전부대                                                                             | 특징 |
| ----------------------- | ---------------------------- | ------------------------------------------------------------------------------------ | --- |
| 1950.08.03 ~ 1950.08.13 | 경상남도 마산~진주 축선 일대 | 미 제 25사단, 제 5연대 전투단, 제 87전차대대, 국군 해병대, 민부대 vs 북한군 제 6사단 | 이 전투 기간 중에는 김성은 부대와 민(閔)부대 이외에도 진영학도의용군과 한국인 노무자 500여 명이 참가함. |

마산지구 전투는 국군과 미군이 낙동강 전선에서 방어선을 형성하고 있을 때, 미 제25사단(제24, 27, 35연대)을 주축으로 한 킨(Kean) 특수임무부대가 진주와 사천 지역을 확보하여 북한군 제 6사단과 11일동안에 걸쳐 전개한 공세적 방어 전투이다. 이 전투에서 킨 특수임무부대는 낙동강으로부터 남강으로 이어지는 방어선을 형성하기 위해 마산 서측방으로 반격을 개시하였다. 이렇게 진주 탈환작전을 전개하며 공격작전을 하던 중 낙동강 방어선의 전 전선이 위급해지자 공격을 중지하고 진동리 일대에서 방어태세로 전환하게 되었다.
이 전투로 북한군 제 6사단은 병력 4,000~5,000명과 전차 13대 등 막대한 손실을 입고 부대를 재편성하게 되었으며, 미 8군은 8월 16일 킨(Kean) 특수임무부대를 해체하였다. 미 제 25사단은 마산 지역 방어에 임하고 기타 배속 부대들은 다른 방어지역으로 이동 배치되었다. 킨 부대는 7일간의 반격작전으로 진주를 탈환하고 마산의 위기를 극복하는 데 성공함으로써 차후 작전에 대한 자신감을 갖게 되었다.

### 다부동 전투
| 일시                      | 장소                                       | 교전부대                                             | 특징                                                                                               |
| ------------------------- | ------------------------------------------ | ---------------------------------------------------- | -------------------------------------------------------------------------------------------------- |
| 1950.08.20 ~ 1950. 08. 27 | 경상북도 칠곡군 왜관읍, 가산면 다부리 일대 | 국군 제1사단, 미 제 27연대 vs. 북한군 제1, 3, 15사단 | 다부동 정면에 대한 적의 공격을 저지하여 대구 방면의 위기를 해소한 국군 제1사단의 성공적인 방어전투 |

대구지역에 위기를 몰아왔던 다부동 전선을 안정시키기 위하여 한국군은 엄청난 희생을 감수해야만 했다. 북한군의 손실은 약 6,000여 명으로 추산되었으나, 국군 제1사단도 장교 56명을 포함하여 2,300여 명이 전사하였다. 국군을 지원한 미 제27연대, 제23연대, 그리고 국군 제10연대가 입은 피해까지 합하면, 아군의 피해도 막심했다. 또한 사격훈련도 받지 못하고 전장에 투입된 학도병과 목숨을 걸고 탄약 및 보급품을 운반해주었던 민간인들의 피해까지 합하면 아측의 피해는 컸다. 인명 피해가 너무 많아 육군본부에서 실태조사를 할 정도였고, 진지를 인수하던 미군이 사체를 치우지 않으면 진지를 인수하지 않겠다고 할 정도로 치열한 전투였다.

### 인천상륙작전
| 일시                    | 장소                  | 교전부대                                       | 특징                                                                                  |
| ----------------------- | --------------------- | ---------------------------------------------- | ------------------------------------------------------------------------------------- |
| 1950.09.15.~1950.09.28. | 인천시 및 서울시 일대 | 미 제10군단 vs 북한 서해안방어사령부 예하 부대 | 6.25전쟁 초기에 전세를 역전시키는 결정적인 전환점이 되었던 유엔군의 성공적인 상륙작전 |

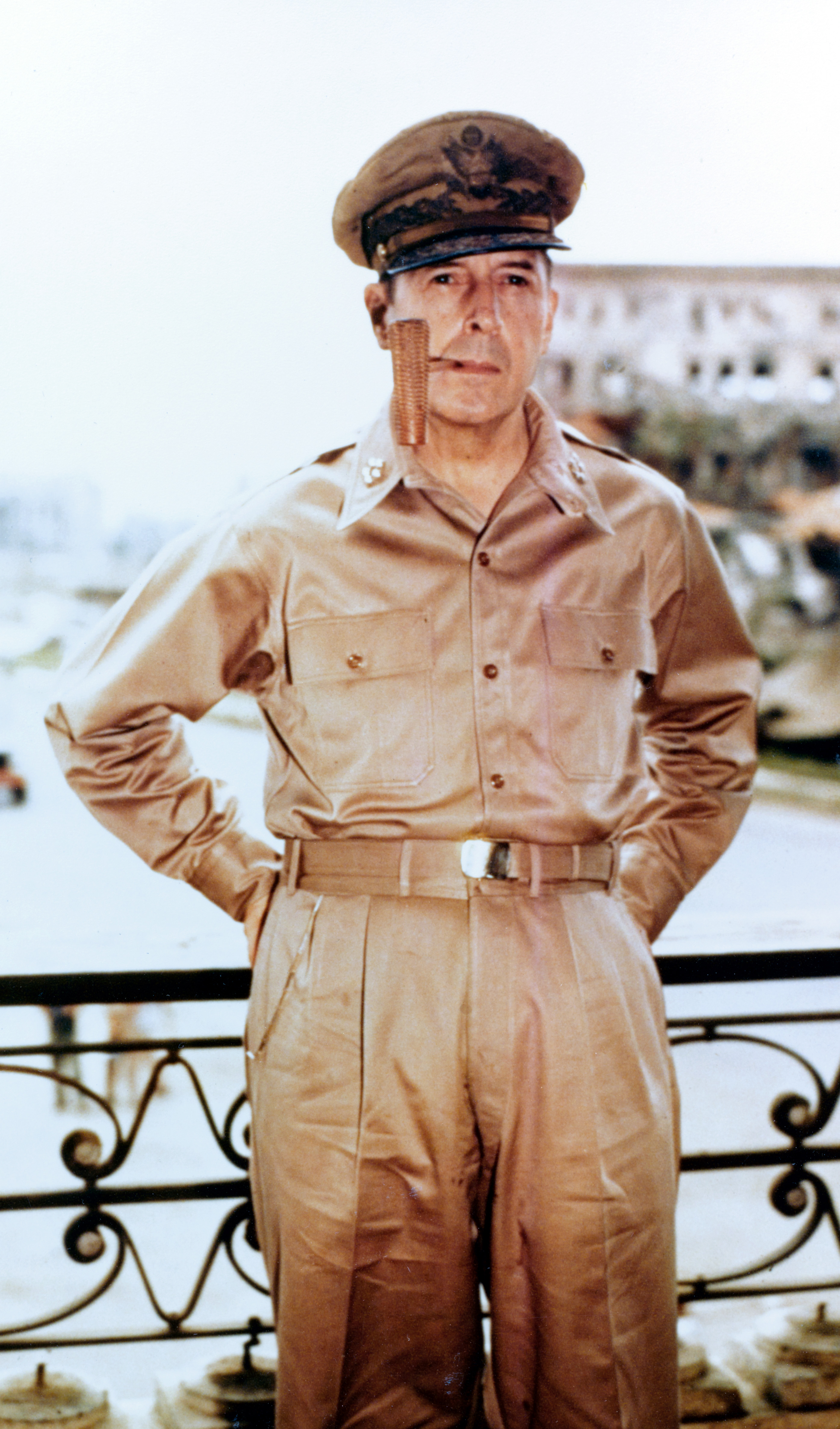
더글러스 맥아더(Douglas MacArthur)

인천상륙작전

인천상륙작전은 북한군의 8월 및 9월 공세를 낙동강 방어선에서 저지한 한국군과 유엔군이 유엔 해군 제7합동상륙기동부대의 261척 함정을 동원하여 미 제10군단을 인천에 상륙시킨 작전이다. 이 작전에서 제7합동상륙기동부대의 제90공격부대(TF-90)는 인천을 방어하는 북한군 인천경비여단과 제18사단, 제31사단을 격파하고 공격 당일 월미도와 인천 시가를, 다음날에는 인천 해안교두보를 확보하여 서울로 진격할 발판을 구축한 다음 작전 지휘권을 미 제10군단장에게 인계하였다.
서울이 북한군에게 함락된 다음날인 1950년 6월 29일 미 극동군 사령관 맥아더 장군은 일본에서 전용기 바탄(Bataan)호를 타고 수원비행장에 내려 한강변을 시찰했다. 그는 전선을 방문해 전쟁의 실상을 직접 눈으로 확인하고, 이를 바탕으로 차후 미국이 취해야 할 조치를 판단하였다. 여기서 그는 전황이 절박하며, 미 지상군 2개 사단의 파병이 있어야 전세를 역전시킬 수 있다는 결론을 내렸다. 태평양전쟁에서 수많은 상륙작전을 성공시킨 바 있었던 이 노장의 머리에는 또 한 번의 상륙작전 구상이 떠올랐다. 그것은 한 개 사단으로 북한군의 공격을 저지하고 한 개의 사단으로 인천에 상륙하여 적의 배후를 공격한다는 구상이었다. 이것이 인천상륙작전의 최초 착상이었다.
7월 초 맥아더는 미 극동사령부 작전부장 라이트(Edwin K. Wright)준장을 합동전략작전기획단의 단장으로 임명해 그가 구상한 바를 실현할 수 있는 작전계획을 세우도록 했다. 이 당시에는 이미 미 제24사단이 한반도에 상륙해 있었고 곧 제25사단의 추가 상륙을 준비 중에 있었기 때문에 맥아더는 이 두 개의 사단으로 북한군의 진격을 저지하는 동안, 일본으로부터 추가적으로 한 개 사단(제1기병사단)을 인천으로 상륙시켜 적의 후방을 차단하여 포위를 달성함으로써 북한 침공군을 괴멸시킨다는 구상을 하고 있었다. 이 계획은 작전 암호명 블루하츠(Operation Bluehearts)로 이름 붙여졌으나, 곧 전선 상황의 악화로 이 계획은 실행이 중단되었다.
극동군 및 유엔군사령관인 맥아더 장군은 낙동강선에서 미 제24사단과 제25사단이 정면에서 반격을 가하고, 이와 병행하여 해병연대전투단과 육군부대가 돌격부대로 인천에 상륙한 후 내륙으로 진출, 서울을 포위하여 북한군을 38도선 이북으로 구축한다는 구상을 갖고 있었다. 맥아더 장군은 전선의 상황이 악화됨에 따라 적의 후방에 대한 상륙작전 필요성을 절감하고 인천상륙계획을 연구 발전시키도록 지시하였다. 그 결과 합동전략기획단은 '크로마이트(Chromite)'라는 작전명을 갖고 인천상륙계획과 군산상륙계획, 그리고 주문진상륙계획 등 3개의 계획을 작성하였다.8월초 극동군사령부 내에서 상륙작전 지점이 인천으로 확정되고 이 사실이 합참에 알려지자, 미 합참에서는 맥아더가 매우 모험적인 작전을 구상하고 있다고 판단했으며, 이 작전에 대한 의구심을 떨칠 수 없었다. 이미 합동전략기획작전단내에서 활동하는 해군측 참모진들은 상륙후보지로서 인천의 지형상 난점을 충분히 검토했다. 
미 합참의 상륙후보지로서 인천이 부적합하다는 의견과 그 근거는 다음과 같다.
```
첫째, 인천은 조수간만의 차가 세계에서 두 번째로 큰 6.9m이며 만조시에는 수심이 10m이다. 비록 만조시 수심이 10m이지만 간조시에는 폭 2~6km의 개펄이 드러나며, 최소 수심 7m를 필요로 하는 상륙주정과 최소 수심 8.8m를 필요로 하는 상륙함(LST)를 사용하여 상륙할 경우 상륙작업 가능시간은 만조시의 3시간 정도 뿐이다.
```

```
둘째, 인천으로서의 진입수로는 폭이 1.8~2KM이고 수심이 10~18미터 정도인 비어수로(Flying Fish Channel) 한 곳 뿐이며, 이 때문에 만조 시가 아니면 대형 함선의 기동이 불가능하다. 상륙함이 이곳에서 포격을 받거나 설치된 기뢰에 의해 좌초될 경우 해안으로의 접근이 완전히 봉쇄됄 우려가 있다.
```

```
셋째, 설사 함정들이 안전하게 인천항까지 접근하는데 성공한다 할지라도 항구 전면에는 월미도가 버티고 있어 불가불(不可不) 작전은 월미도 점령과 인천항 상륙의 두 단계로 이루어질 수밖에 없다. 월미도 점령에 성공하지 못하면 상륙작전 전체가 불가능한 것이다.
```

```
넷째, 인천항은 부두가 높이 5~6m의 해벽으로 되어 있어 상륙주정이 접근해도 사다리를 놓고 올라가야만 한다. 해병대는 간조 시에 펼쳐지는 6km의 진흙뻘과 방파제, 상륙 직후 가장 취약한 상태에서 가장 어려운 시가전을 강요당한다.
[
22
]
```

이러한 난점들이 작전계획에 참가한 해군장교들을 통해 해군작전부장과 합참에 알려지게 되었고, 해군작전부장 셔먼(Forrest P. Sherman) 제독과 육군참모총장 콜린스(J. Lawton Collins) 대장은 맥아더의 계획에 대해 반대의견을 갖게 되었다. 맥아더 장군은 이러한 합참의 반대의견을 잠재울 필요가 있었다. 그는 8월 23일 합참을 대표해 도쿄를 방문한 셔먼 제독, 콜린스 장군, 에드워드 중장(공군 대표)에게 상륙작전계획을 브리핑하고 토론을 하기로 했다. 해군측 브리핑 장교는 한 시간에 걸친 브리핑을 마치면서 "작전이 불가능한 것은 아니나, 이를 추천하지 않겠다"고 결론지었다. 이 회의에서 셔먼 제독은 해군측이 우려하는 인천상륙의 위험성을 제시하면서, 인천 대신 아산만 포승면으로의 상륙을 대안으로 제시했다. 육군참모총장 콜린스 장군은 상륙부대가 너무 전선부대에 떨어져 있어 각개격파가 될 우려가 있으므로 군산에 상륙해 전선부대와 연결하는 것이 어떻겠는가라고 군산상륙을 대안으로 제시했다.이에 대해 맥아더 사령관은 시종 일관 서울 조기탈환이라는 전략적, 정치적, 심리적 이유를 들어 인천상륙을 강력히 주장하였으며, 이에 따라 미 합참은 8월 28일 인천상륙을 최종적으로 결정하는 한편 상륙작전 개시일도 9월 15일로 확정하였다. 육군부의 승인 하에 미 제1해병사단과 제7보병사단, 제2특수공병여단과 한국군 제1해병연대, 제17연대를 주축으로 상륙부대인 미 제10군단을 편성하였다. 이어 미 극동군사령부 참모장인 알몬드(Edward M. Almond) 소장을 제10군단장으로 임명하였다.
"인천상륙이 불가능하다고 여러분이 말한 바로 그 주장이 나에게는 바로 기습의 요인이 됩니다. 왜냐하면 적 지휘관 역시 누구도 그러한 시도를 할 정도로 무모하지 않을 것이라고 판단하고 있을 것이기 때문입니다. [중략] 현대전에서 기습은 작전성공의 가장 중요한 요인입니다. 인천은 결코 실패하지 않을 것이며 10만 명의 희생을 덜어줄 것입니다."
8월 18일 PC 702함이 유엔 해군 함대의 지원하에 1개 중대 규모의 육전대를 덕적도에 상륙시켜 점령했던 사실, 8월 20일 한국해군 함정들이 영흥도에 상륙해 23일까지 이를 점령한 후 모종의 활동을 하고 있다는 사실 등은 북한군 수뇌부에게 유엔군이 조만간 상륙작전을 할지도 모른다는 점을 일깨우기에 충분했다. 더구나 북한측은 일본에 있던 첩자들로부터 미군이 일본의 사가미 해안에서 상륙작전 연습을 한다는 첩보도 입수했다. 이러한 첩보를 입수한 김일성은 8월 하순 들어 남북한의 해안 중 미군의 상륙가능성이 높은 지역들을 거명하면서 남북한의 전 해안 지역에 대한 해안방어를 강화하고자 하는 조치를 취했다. 김일성은 8월 29일 한 연설에서 유엔군의 상륙 가능지점으로 인천, 초도, 남포, 안주, 철산, 다사도, 동해안 원산, 함흥, 신포의 아홉 곳을 열거했다. 그는 지금까지 대한민국 점령지역 후방 경계를 책임 맡고 있던 전선지구경비사령관 박훈일 중장(전 내무성 경비국장)을 인천지구경비사령관으로 임명하고 그가 인천지구경비사령부를 편성해 인천에서 장항까지의 서해안 지역 경비를 전담하도록 했다. 박훈일은 인천에 있던 모든 부대들에게 적의 상륙에 대비하여 경계수준을 높이며 방어시설 공사를 9월 15일까지 마치라는 명령을 내렸다. 이 시점에 북한은 남북한 전체 해안의 대상륙대책을 강화하는데 신경을 썼다. 인천은 상륙가능 지점 중 1순위의 장소였다.
하지만 9월초부터 북한군 최고사령관 김일성은 낙동강전선에서 부산점령을 위한 '최후공세'를 준비하는데 몰두하여 인천상륙의 가능성에 대해서는 관심을 두지 않았다. 중국에서 마오쩌둥과 저우언라이는 인민해방군 작전총국의 판단에 입각해 유엔군이 조만간 인천 혹은 진남포에 상륙할 가능성이 높으니 이에 대비해야 할 것이라는 의견을 북경을 방문한 북한 상업부상 이상조에게 말하며 그 의견을 김일성에게 전하라고 했다. 그러나 이상조가 귀국하여 김일성에게 이 말을 전했을 때 김일성은 그럴 가능성은 없다고 일축했다. 낙동강전선에 모든 역량을 쏟아 붓느라 인천의 방어공사에 대한 추가적인 자재 지원이나 인원 증원은 없었다.
맥아더 사령부는 각종 첩보를 종합해 9월초에는 인천에 대한 비교적 정확한 정보를 얻었다. 8월 28일 현재 미 제10군단 정보처는 인천지역에 약 1,000명, 김포비행장에 약 500명, 서울 일원에 약 5,000명의 병력이 있다고 판단했다. 그 후로 획득한 정보에 입각해 9월 4일 극동사령부는 인천지역의 정 방어병력이 1,800~2,500명이라고 판단을 수정했다. 후일 밝혀진 실제와 큰 차이 없이 적 규모를 판단한 것이다. 인천 상륙작전 명령에 첨부된 적정 부록에는 월미도와 인천 지역의 적 포1문의 위치까지 정확히 표시하고 있었다. 맥아더는 9월초에 인천의 방어가 미약한 것에 대해 좀더 상세한 정보를 갖고 있었고, 인천상륙작전의 성공에 대해 확신을 가질 수 있었다.
인천상륙작전에 투입된 전투부대의 규모는 50,000명 정도였고, 각종 지원부대를 포함하면 총규모 75,000명이었다. 작전에 투입된 함정은 미군을 중심으로 한 유엔군 해군의 전함, 순양함, 구축함, 상륙함, 소해함, 상륙정, 지원함 등을 포함해 약 260척이었다. 상륙군이 보유한 탱크는 500대에 이르렀다. 상륙작전은 9월 15일 아침과 저녁의 만조시간을 이요해 시작하며, 아침의 만조시간에는 제5해병연대 제3대대가 월미도(Green Beach)를 점령하는 작전을 수행하고, 저녁의 만조시간에는 제5해병연대 본대가 인천항 북쪽 해안(Red Beach), 제1해병연대가 주안 염전 지역(Blue Beach)에 상륙하고, 상륙부대가 해안에 교두보를 마련한 뒤에 지원함들은 인원과 물자를 양륙하기 위한 인천부두(Yellow Beach)를 사용하도록 했다.
9월 13일 13시 제77기동함대 소속 항공모함 4척과 6척의 구축함, 그리고 5척의 순양함은 일시에 함포사격을 개시하였다. 북한군은 모든 병력을 해안으로 배치하였고, 월미도와 인천항의 북한군 포대가 스완슨(Swanson)호와 콜레트(Collett)호, 걸크(Gurke)호에 대응사격을 가해왔다.유엔 해군 구축함들은 약1시간에 걸쳐 5인치 포탄 1,000발을 포격하였고, 이어 순양함들이 포격에 가세하였다. 다음날인 9월 14일에도 항공 및 함포사격은 계속되어 구축함과 순양함이 월미도에 전면적인 함포사격을 총집중하였다.
실제 상륙은 9월 15일 새벽에 시작되었다. 이날 02시 월미도에 상륙할 미 제5해병연대 제3대대는 미 해군 정보장교 클라크와 국군 KLO요원들이 미리 침투해 밝힐 팔미도 등대불의 인도를 받아 인천수로에 진입했다. 05시에 항모 함재기들이 월미도와 인천에 대한 상륙전 폭격을 시행했다. 상륙부대는 7척의 상륙주정에 옮겨탄 다음 06시 33분에 월미도 해안에 상륙하여 작전에 가담했다. 이미 압도적인 공중폭격과 함포사격으로 쑥밭이 되어 있던 월미도에서 북한군 병사들은 전의를 잃고 대부분 투항했다. 그러나 지하 참호에 숨어 저항하는 자들에 대해서는 불도저전차가 그 입구를 흙으로 덮어버렸다. 월미도 점령은 성공적으로 이루어졌다. 상륙부대의 제2파는 이날 16시 45분에 상륙주정에 옮겨탄 후 해상 공격개시선을 통과해 목표를 향해 돌진했다. 상륙주정들이 움직이는 동안 로켓포와 항공기의 폭격이 해안지대에 가해짐으로써 상륙부대는 엄호를 받았다. 17시 32분과 33분에 제1해병연대와 제5해병연대 본대는 각각 목표해안에 상륙했다. 양 연대는 북한군의 약한 저항을 받았으나 큰 손실없이 해안 상륙에 성공했다. 상륙 첫날밤까지 13,000명이 상륙했고, 많은 보급품의 양륙이 이루어졌다. 전투 간 미 제1해병사단은 전사 21명, 실종 1명, 부상 174명을 냈고, 300여 명의 북한군 병사를 포로로 잡았다. 이렇게 미미한 손실로 인천해안에 상륙한 것은 대성공이었다.
인천상륙작전 성공은 협소한 수로와 10.3m에 달하는 조수간만의 차, 상륙해안의 악조건 등 전술적 제약과 통상 5~6개월이 소요되는 작전준비를 불과 1개월 내에 완료해야 했던 시간제약 등의 어려움을 극복한 결과였다. 이 작전은 완전한 기습작전으로 남침한 북한군 전력을 일시에 무력화시켰을뿐만 아니라 개전 이후 그때까지 수세 일변도였던 유엔군 입장을 공세적으로 전환시키는데 결정적 계기가 되었다.기만과 기습에 힘입어 대성공을 이룬 인천상륙작전에서 상륙군은 많은 성과를 얻었다. 무엇보다도 낙동강전선에 대부분의 병력이 몰려 있는 상황에서 적 배후의 측방에 형성된 약점을 타격함으로써 적의 주력을 포위하고 전세를 일거에 역전시키는 성과를 거둘 수 있었던 것이 가장 큰 성과였다.

## 주요 전투와 작전 - 전쟁후기(인천상륙작전 ~ 휴전협정)

### 평양탈환작전
| 일시                    | 장소        | 교전부대                                                                             | 특징                           |
| ----------------------- | ----------- | ------------------------------------------------------------------------------------ | ------------------------------ |
| 1950.10.17 ~ 1950.10.19 | 평양시 일대 | 국군 제 1, 7사단, 미 제 1기병사단, 제 10고사포단, 제 6전차대대 vs 북한 제 17, 32사단 | 국군 제 1사단의 평양 최초 입성 |

미 제 1기병사단이 황주에서 평양 방면으로 진격하고 있을 때 국군 제 1사단은 평양 동측방에서, 국군 제 7사단 제 8연대는 평양 북방으로 우회하여 3면에서 각각 평양을 포위 공격하였다. 이때 국군 제 1사단은 평양 시내에 선봉으로 돌입하여 북한군을 격멸한 다음 주요 관공서와 비행장들을 조기에 점령함으로써 평양탈환작전을 효율적으로 이끌었다.
이 작전으로 북한은 약 8000명의 혼성부대가 격퇴 당하고 평양에서 후퇴하여 청천강 북쪽으로 후퇴하게 되었으며, 한미 연합군은 다시 한국과 만주 국경선으로 진격작전을 계속할 수 있게 되었다. 그러나 북한의 주요 수뇌부는 이미 평야을 버리고 중국 지역으로 들어가 중공군의 지원을 요청하고 그들을 기다리고 있었다.

### 장진호 전투
| 일시                   | 장소                        | 교전부대                                         | 특징                                                                                  |
| ---------------------- | --------------------------- | ------------------------------------------------ | ------------------------------------------------------------------------------------- |
| 1950.11.27~ 1950.12.11 | 함경남도 장진군 장진호 일대 | 미 제1해병사단 vs 중공군 제9병단 제 20, 26, 27군 | 미 제1해병사단이 중공군의 포위망을 뚫고 장진호 일대로부터 흥남까지 철수에 성공한 작전 |

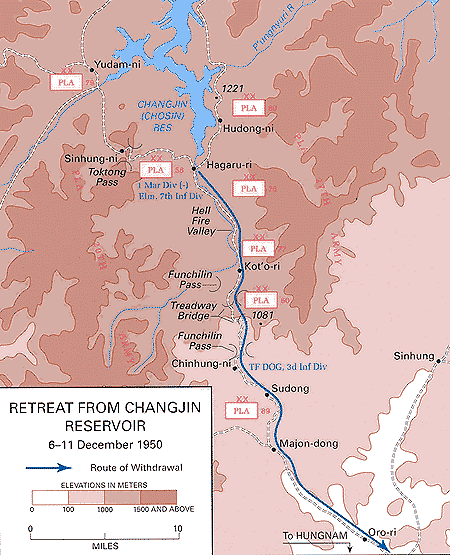
장진호 전투(Battle of Chosin Reservoir)

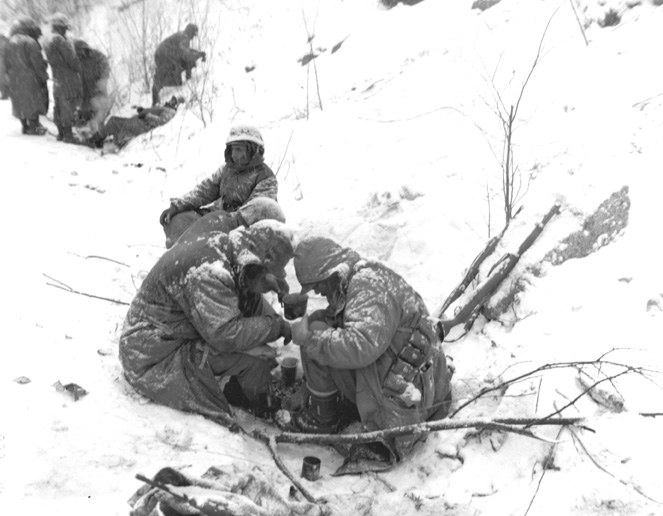
장진호에서 휴식을 취하고 있는 미 제1해병사단 소속 군인

장진호 전투는 미 제 10군단 예하의 미 제1해병사단이 서부전선으로 진출하기 위해서 장진호 북방으로 이동하던 중 중공군 제9병단 소속의 9개 사단이 형성한 포위망에 막혀 진출이 저지되자, 이후 방향을 바꿔 약 2주에 걸쳐 해안 방면으로 공격하며 철수했던 독특한 형태의 철수작전이었다. 이 전투에서 미 제1해병사단은 한반도 북부의 험준한 산악지역과 혹독한 날씨로 작전수행에 어려움을 겪었지만 중공군의 포위망을 뚫고 함흥을 거쳐 흥남까지 성공적으로 철수하는데 성공하였다.
11월 초에 한반도 북부의 산안지역에서 중공군이 출현하자, 유엔군은 각각 제8군과 제10군단으로 분리되어 진격하던 전선을 연결하기 위해서 제10군단 소속의 미 제1해병사단에게 서부전선에서 활동하고 있는 아군 부대와 연결하라고 지시하였다. 이에 따라서 미 제10군단장 알몬드 소장은 크리스마스 공세가 시작되던 11월 27일에 공격을 개시하여, 미 제1해병사단에게 무평리를 목표로 공격을 개시하여 제8군과 연결하라고 명령하였다. 이에 제5, 7해병연대는 11월 25일 유담리까지 진출한 이후, 11월 27일 아침에 유담리에서 무평리를 향하여 공격을 개시하였으나, 바로 제2차 공세를 시작한 중공군의 강력한 저항에 부딪혔다.
장진호 일대에서 미 제1해병사단의 공격을 저지하는데 성공한 중공군 9병단장 송시륜은 서부전선의 제13병단을 지원하기 위해서 11월 초순에 제20, 26,27군을 이끌고 임강과 집안에서 압록강을 도하한 이후, 낭림산맥을 따라 남하하면서 동부전선을 담당하게 되었다. 그는 국군과 미군이 분산 배치되어 있을 뿐만 아니라 중공군이 대규모로 참전한지를 아직 발견하지 못한 것으로 판단하였다.
제9병단장은 이동 중인 부대의 취약점을 공격하면 승리할 수 있다고 확신하고 예하의 3개 군 12개 사단 중 제27군의 4개 사단을 장진호 북방에 전개하여 유담리-하갈우리를 포위하라고 지시하였다. 또한 제20군 4개 사단은 장진호 서쪽으로 우회시켜 제27군보다 남쪽에서 해병사단의 유일한 철수로인 하갈우리-함흥 간의 산악도로를 분할 차단한 후 포위공격으로 미군 병력을 섬멸할 작전방침을 정하고 부대를 전개시켰다. 이때 제26군 4개 사단은 제9병단의 예비로 확보하였다. 또한 많은 강설과 영하 30도까지 내려가는 혹한의 상황에서 동계작전에 대한 준비가 부족했던 중공군은 식량과 탄약이 부족하여 작전에 많은 어려움을 겪었다.
유담리에서 격전을 치른 제5, 7해병연대는 12월 1일 08시경에 포병 및 박격포 사격의 엄호 아래 사단본부가 있는 하갈우리를 향하여 철수를 개시하였다. 이 부대들은 초기에 중공군이 파괴한 교량을 보수하거나 우회도로를 구축하는데 많은 시간이 소요되었고, 또한 도처에서 중공군의 매복공격을 받아 고전하였으나, 가까스로 12월 4일 오전까지 하갈우리에 집결할 수 있었다. 그러나 두 개 해병연대가 하갈우리에 성공적으로 도착한 것은 중공군의 포위망을 뚫고 해안으로 철수하는 작전의 1단계에 불과했다.
중공군은 4개 사단을 투입하여 미 해병연대 2개를 포위하여 공격하였으나 실패하자, 이를 만회하기 위해서 하갈우리에 집결한 미 해병사단의 철수를 저지하기 위해서 추가로 5개 사단을 투입하였다. 또한 중공군은 하갈우리-고토리-진흥리를 연결하는 도로 상에 모든 교량을 파괴하고 장애물을 설치하여 미군의 철수를 저지하려 하였다. 이러한 상황을 파악한 유엔군측에서는 '공수에 의한 철수'를 제의하기도 하였으나, 스미스 사단장은 이를 거절하고 '육로 철수'를 단행하기로 결심하였다. 그는 사단 병사들에게 '후퇴가 아닌 새로운 방향으로의 공격'이라고 강조하고, 장병들을 격려하면서 본격적인 철수작전을 지휘하였다. 결국 12월 6일 오전에 하갈우리를 출발한 미 해병사단과 미 제7사단 1개 연대는 11일까지 중공군의 깊은 포위망으로 둘러싸인 험준한 협곡인 '죽음의 통로'를 개척하고 철수작전을 성공적으로 완수하였다.
12월 11일에 최종 목적지인 함흥과 흥남 사이의 집결지에 도착한 미해병사단은 14일간의 철수작전에서 전사 718명, 부상 3,504명, 실종 192명의 인명손실을 입었다. 이외에도 1,534명의 비전투 부상자가 발생하였으며 이들은 대부분 동상환자였다. 한편 중공군 제9병단도 이 전투에서 전사 2,500명, 부상 12,500명 정도의 막대한 인명손실을 입어서 이후 약 4개월 동안 부대를 재정비하지 않을 수 없었다. 특히 이 과정에서 1951년 2월 공세 이전까지 주요한 작전에 참여하지 못하는 등 차후 작전에 막대한 지장을 초래했다. 그 결과 1950년 12월 말에 시작된 3차 공세(신정공세)에서 중공군은 전체적인 병력부족으로 전과를 확대하지 못하고 수원일대에서 멈출 수밖에 없었다. 반면 국군과 유엔군은 전열을 가다듬고 반격을 개시하여 이후 전장에서 다시 주도권을 차지할 수 있었다.

### 흥남철수작전
| 일시                    | 장소                 | 교전부대                                                                   | 특징                                                                                   |
| ----------------------- | -------------------- | -------------------------------------------------------------------------- | -------------------------------------------------------------------------------------- |
| 1950.12.12.~1950.12.24. | 함경남도 흥남시 일대 | 미 제10군단, 국군 제1군단 vs 중공군 제9병단 제20,26,26군, 북한군 제4,5군단 | 유엔군 해군과 공군의 지원에 힘입은 미 제10군단과 국군 제1군단의 성공적인 해상 철수작전 |

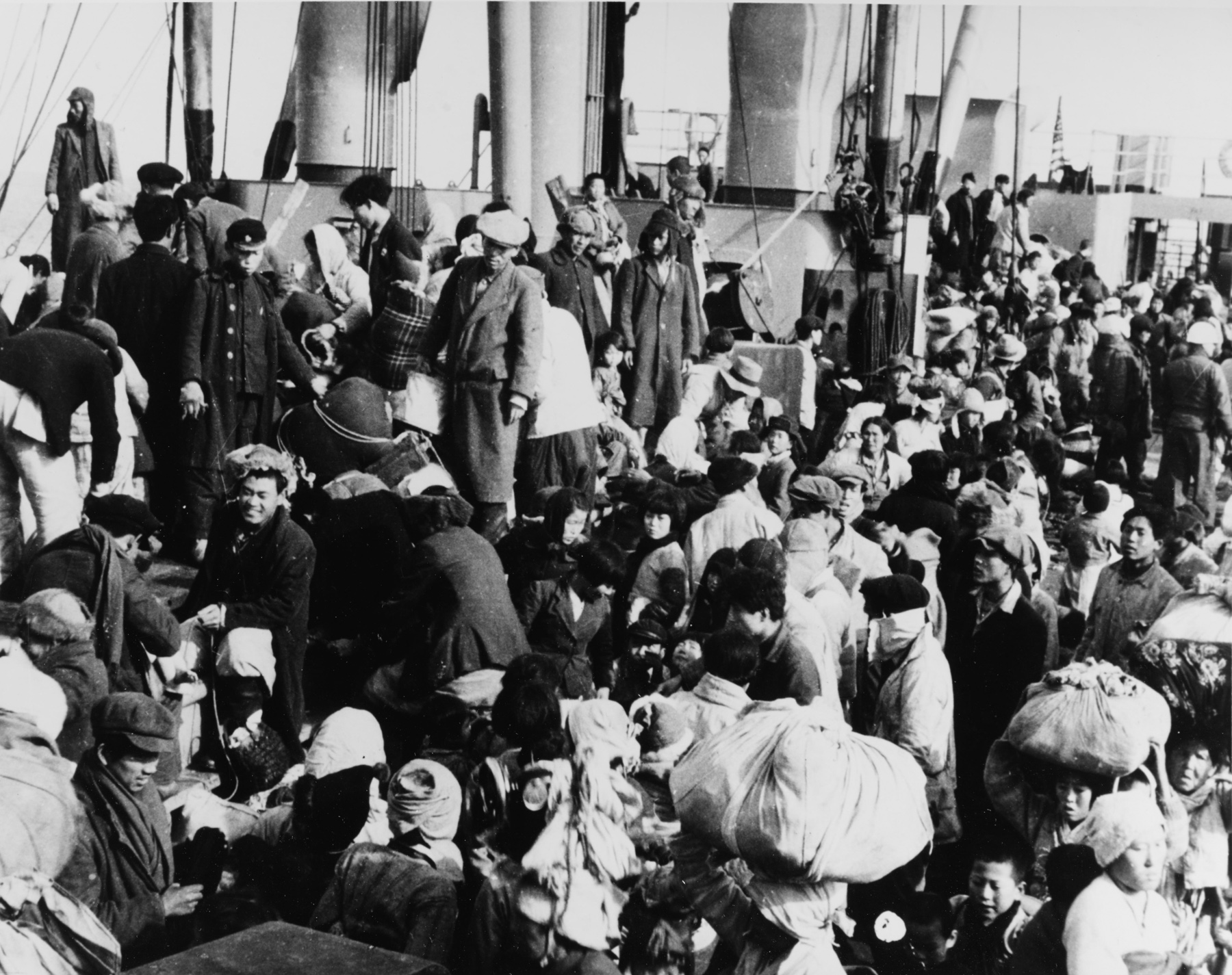
흥남 철수 중 피난민

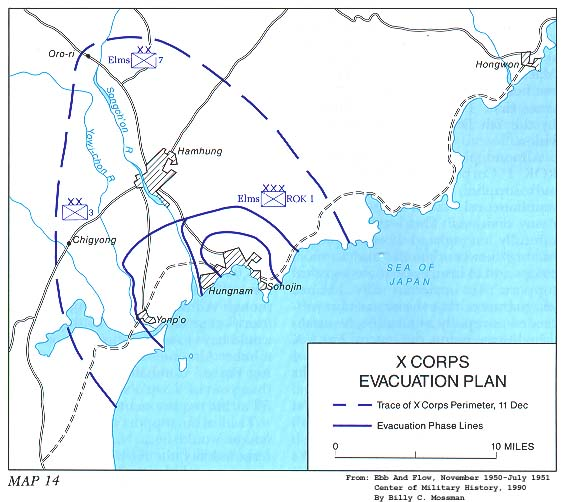
흥남 철수 작전(Heungnam evacuation)

흥남 철수작전은 미 제10군단장 알몬드 소장과 국군 제1군단장 김백일 소장의 유기적인 협조 하에, 중공군 제9병단 예하 3개군(제20,26,27군)과 북한군 제4,5군단의 공격을 격퇴시키고 실시한 성공적인 해상 철수작전이다. 중공군은 미 제10군단과 국군 제1군단을 포위 섬멸시킴으로써 유엔군의 우익을 제거하여 전쟁에 유리한 전기를 마련하고자 하였다. 하지만 흥남철수작전 결과 오히려 중공군의 대병력이 이 지역에서 견제 및 흡수되어, 중공군 제9병단이 서부의 제13병단을 증원할 수 있는 가능성이 배제됨으로써 유엔군의 위기가 당분간 사라지게 되었다.

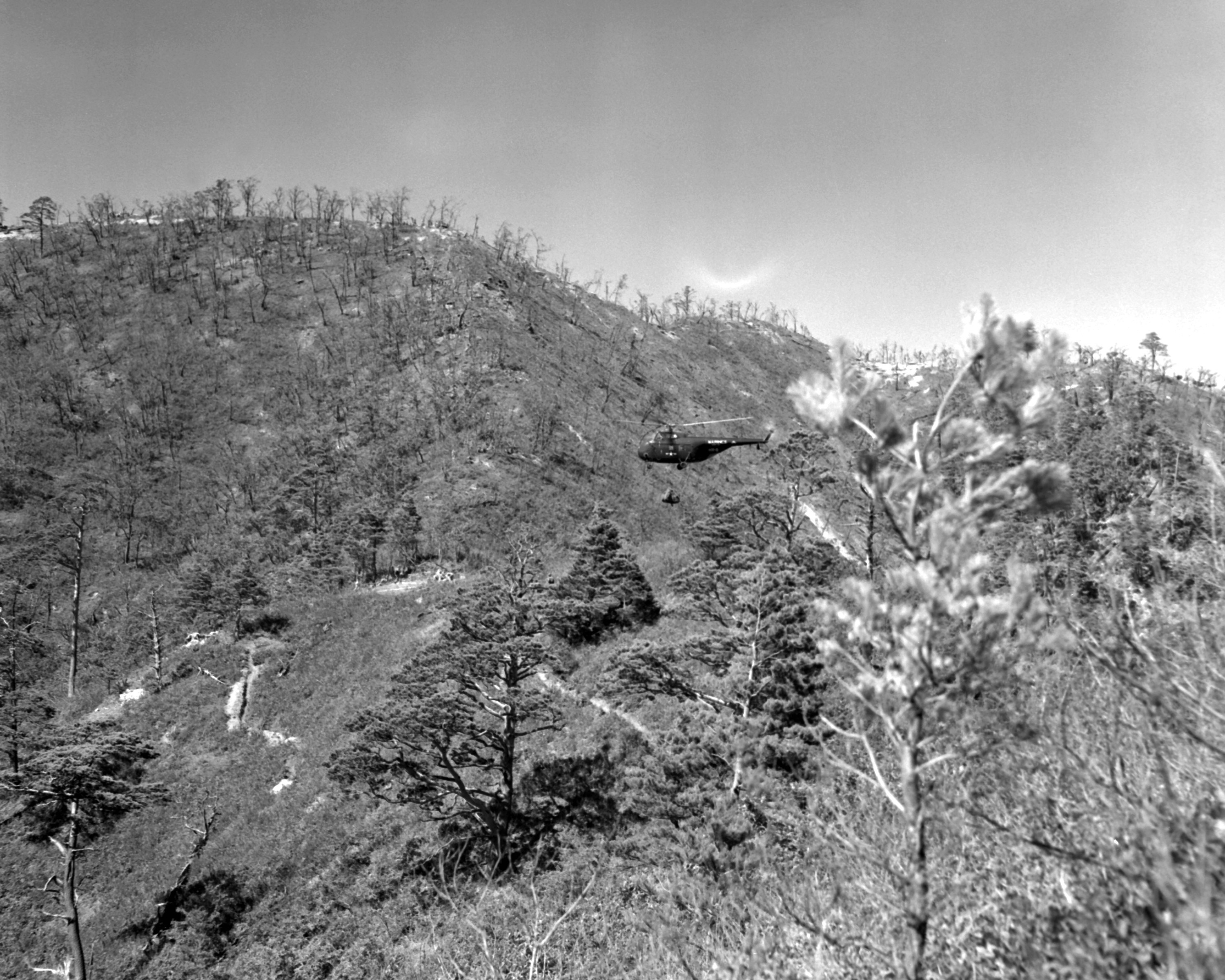
해안분지 북쪽 5km에 위치한 812고지. 812고지 탈취로 작전목표를 달성하게 된다.

### 펀치볼 전투
| 일시                   | 장소                   | 교전부대                                                            | 특징                                                            |
| ---------------------- | ---------------------- | ------------------------------------------------------------------- | --------------------------------------------------------------- |
| 1951.08.31~ 1951.09.20 | 강원도 양구군 해안분지 | 미 제1 해병사단, 국군 제1 해병연대 vs 인민군 제 2군단 1,2,15,45사단 | 미군과 국군이 연합하여 혈전 끝에 성공적으로 고지를 탈환한 전투. |

1951년 8월 31일 국군 제1해병연대는 제3대대가 793고지에서 출발하여 월산령에서 전초중대와 합류한 다음 924고지에 대한 공격을 개시하였다. 다음날 9월 1일 미 제7해병연대 제3대대는 09:00에 702고지 공격을 재개하여 백병전 끝에 10:55 702고지를 점령하였다. 대대는 다음날 공격 개시 3일 만에 702고지 전방의 602고지도 점령함으로써 사단목표를 모두 점령하였다. 국군 해병과 미 해병은 해안분지 북쪽과 동쪽의 고지군을 탈취하고 해안분지를 확보하였다. 전투에서 국군 해병은 해안분지 확보에 가장 중요한 고지인 1026고지(모택동고지)와 924고지(김일성고지)를 점령하였다. 미 해병 제1사단은 1951년 9월 8일에 하달된 9월의 제한공격 지침에 따라 부여된 북측 간무봉에서 사단 정면을 뻗은 능선상의 749고지를 점령할 목적으로 공격작전을 재개하게 되었다. 이 목표는 간무봉 일대의 적을 견제할 뿐만 아니라 해안분지에 대한 적의 공격을 사전에 차단할 수 있는 전술적 의미를 지니고 있었다. 사단은 1단계 작전을 끝낸 후 약 1주간의 부대정비를 한 다음 9월 11일부터 공격작전을 펴 9월 20일까지 격전과 격전 끝에 749고지를 점령하고 해안분지 북쪽 5km 812고지까지 탈취하였다. 사단은 812고지 탈취로 작전목표를 달성하고 해안분지를 완전히 확보하게 되었으며 이때 군단으로부터 새로운 임무를 부여받자 펀치볼 작전을 종료하였다.

### 피의 능선 전투
| 일시                   | 장소                           | 교전부대                        | 특징                                                                             |
| ---------------------- | ------------------------------ | ------------------------------- | -------------------------------------------------------------------------------- |
| 1951.08.16~ 1951.08.22 | 강원도 양구군 동면 월문리 일대 | 국군 제5사단 vs 북한군 제12사단 | 미군 부대가 실패한 작전을 국군 제5사단이 인수하여 성공적으로 마무리한 고지쟁탈전 |

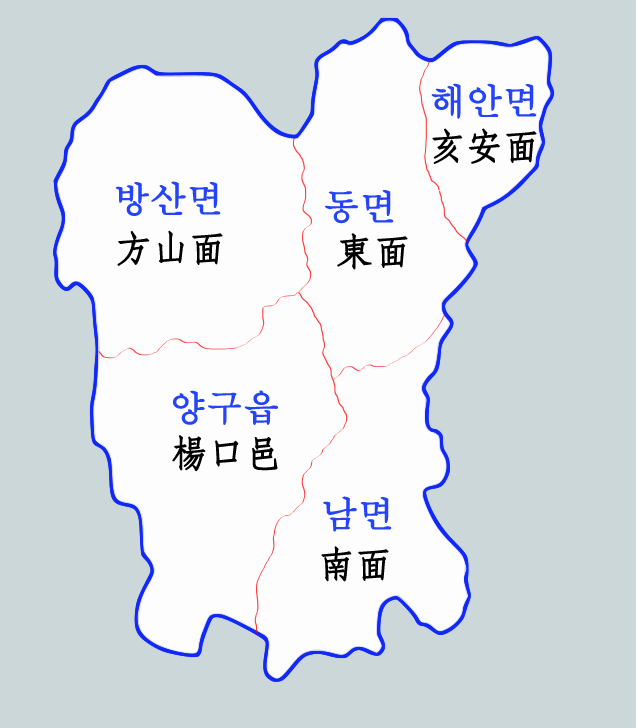
강원도 양구군 지도

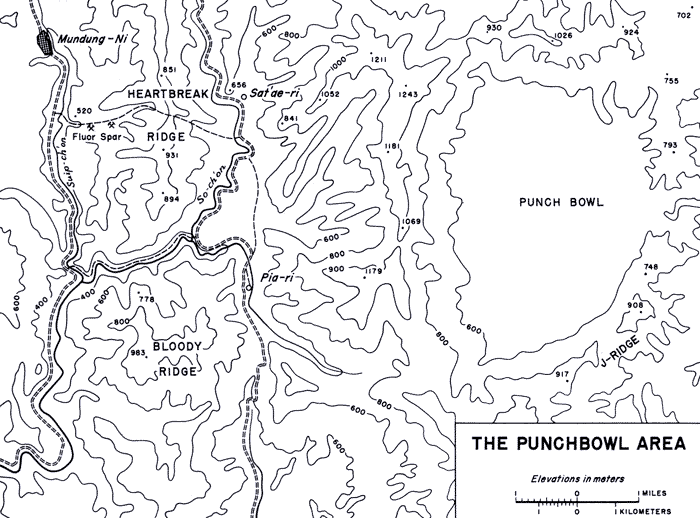
피의 능선(Bloody Ridge) 현재 강원도 양구군 동면 월운리 일대

피의 능선 전투를 치르는 동안 국군 제5사단 제36연대는 북한군 사살 1,250명, 포로 63명, 193정의 각종 화기를 노획하는 전과를 획득했으나, 139명의 전사자와 201명의 실종자, 899명의 부상자 피해를 감수해야만 했다. 특히 북한군이 매설한 지뢰의 폭발로 발목이 잘린 부상자가 많이 발생하였다.

### 단장의 능선 전투
| 일시                   | 장소                                    | 교전부대                                                      | 특징                                                                            |
| ---------------------- | --------------------------------------- | ------------------------------------------------------------- | ------------------------------------------------------------------------------- |
| 1951.09.13~ 1951.10.15 | 강원도 양구군 방산면 - 동면 사태리 일대 | 미 제2사단 vs 중공군 제68군 제204사단, 북한군 제6, 12, 13사단 | 종군 기자들이 '단장의 능선'이라고 표현할 정도로 치열하게 전개되었던 고지 쟁탈전 |

미 제2사단은 9월 13일부터 1개월이 넘는 혈전을 벌인 결과 단장의 능선을 탈취하고 전선을 1,220고지-문등리-가칠봉까지 추진하였다. 그러나 1개월간의 전투에서만 3,700여 명의 손실을 입었고 북한군 제6, 12, 13사단과 중공군 제204사단이 입은 피해 역시 매우 심하여 21,000여 명으로 추산되었다. 이 전투 소식을 전하던 기자들이 '단장의 능선(Heartbreak Ridge)'이라고 명명한대로 유엔군은 많은 희생을 치른 후에야 이 능선을 장악할 수 있었다.

### 백마고지 전투
| 일시                    | 장소                              | 교전부대                      | 특징 |
| ----------------------- | --------------------------------- | ----------------------------- | --- |
| 1952.10.06~ 1952..10.15 | 강원도 철원군 철원읍 무명 395고지 | 국군 제9사단 vs 중공군 제38군 | 중공군 제38군의 무명 395고지에 대한 공격을 성공적으로 제압하고, 이 고지를 굳건히 지켜낸 국군 제9사단의 통쾌한 승전 |

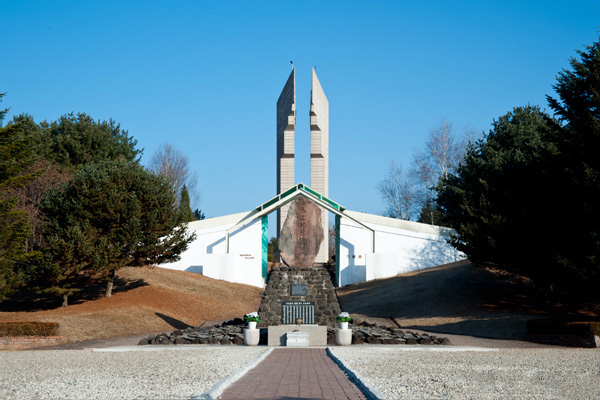
백마고지 전승비와 위령비

백마고지 전투는 오늘날까지 명실 공히 6.25전쟁에서 한국군이 치른 수많은 전투 중에서 가장 치열했던 전투의 대명사로 알려져 왔다. 철원평야 서쪽 끝에 위치한 작은 능선 하나를 차지하기 위해 시작된 이 전투에서는 국군 제9사단과 중공군 제38군이 뺏고 빼앗기는 사투를 벌인 끝에 국군 제9사단이 이 고지를 굳건하게 확보한 채로 끝났다. 이 과정에서 중공군은 전사자 8,234명을 포함한 14,389명의 인명 손실을 입었고, 국군도 약 3,416명의 사상자가 발생하였다. 또한 이 전투를 수행하는 과정에서 피아간에 발사한 포탄이 약 274,000여발(적군 55,000여발, 아군 219,954발)에 달했고, 미 제5공군도 총 754회를 출격하여 지원하였다.

## 참전 관련 통계
1950년 7월 1일 스미스 특수임무부대가 최초로 한국전선에 투입된 이래 미국의 병력 파견은 점점 증가되어 1년이 경과한 1951년 6월 30일에는 253,250명을 기록하였다. 1952년 6월 30일에는 12,000명이 늘어나 265,864명에 달하였고, 휴전 직후인 1953년 7월 31일에는 302,483명을 기록하였다. 이처럼 미국은 한국전쟁기간 중 연인원 1,789,000명이 참전하였으며, 이들 중 36,574명이 사망(전투 중 사망자: 33,739명, 사고 등 비전투 중 사망자: 2,835), 103,248명이 부상을 입었으며, 약 7,200명의 포로 그리고 약 1000여명의 실종자를 기록하였다.
- 2021년 미국 제대군인부(United States Department of Veterans Affairs) 통계
  - 사망자: 36,574명 - 전투 중 사망자: 33,739 / 비전투 중 사망자: 2,835
  - 부상자: 103,284명(2차례 이상 중복부상자 11,150명을 각각의 부상자로 계산, 1명의 부상자로 계산시 92,134명)

- 2014년 대한민국 국방부 군사편찬연구소 통계

| 구분                                  | 구분                                  | 육군   | 해군 | 공군  | 해병  | 계     |
| ------------------------------------- | ------------------------------------- | ------ | ---- | ----- | ----- | ------ |
| 사망(a+b+c+d+e)                       | 사망(a+b+c+d+e)                       | 27,728 | 492  | 1,198 | 4,268 | 36,516 |
| 전사(a)                               | 전사(a)                               | 19,754 | 364  | 198   | 3,321 | 23,637 |
| 부상 중 사망(b)                       | 부상 중 사망(b)                       | 1,904  | 28   | 16    | 536   | 2,484  |
| 실종 중 사망(c)                       | 실종 중 사망(c)                       | 3,317  | 97   | 960   | 385   | 4,759  |
| 비전투 중 사망(d) (Non-Battle Deaths) | 비전투 중 사망(d) (Non-Battle Deaths) | ...    | ...  | ...   | ...   | 2,830  |
| 포로                                  | 사망(e)                               | 2,753  | 3    | 24    | 26    | 2,806  |
| 포로                                  | 귀환                                  | ...    | ...  | ...   | ...   | 4,418  |
| 포로                                  | 거부                                  | ...    | ...  | ...   | ...   | 21     |
| 포로                                  | 소계                                  | 5,356  | 286  | 926   | 677   | 7,245  |
| 부상자                                | 부상자                                | ...    | ...  | ...   | ...   | 92,134 |

## 참전 의의

### 한국전쟁 이후 한미 우호관계의 정립과 발전

#### 미군 참전의 역사적 의의
미군은 전쟁 수행과정에서 유엔군이 수행한 역할의 대부분을 담당하였을뿐만 아니라 주도적으로 전쟁을 운용하였다. 전체 유엔군 중 미 지상군 비율이 50.3%이고, 해군과 공군 비율은 각각 85.9%와 93.4%를 차지할 정도로 절대적이었다. 결과적으로 미국은 참전을 결정하면서 설정한 '전쟁 이전 상태로의 회복'이란 목표를 달성하였고, '국제평화의 유지와 안전'이라는 유엔의 목적과 목표에 기여하였다.
미국은 한국과 군사적 경제적 측면에서 이해관계가 낮은 데도 불구하고, '대소 봉쇄전략'과 '제 3차 세계대전의 방지'라는 세계전략 차원에서 참전하였다는 것에 의의가 있다. 또한 미국은 1950년 7월 15일 이승만 대통령으로부터 한국군 작전지휘권을 이양 받아 한미 연합전선을 형성하는 계기를 마련하였다.

#### 미군 한국전쟁 참전 기념사업

##### 한국전 참전용사 기념일
부시 대통령은 정전협정이 체결된 지 48주년이 되는 2001년 7월 27일을 '한국전 참전용사 기념일'로 선포하고 한국전 참전용사들에게 감사하는 한편, 반기를 게양하여 희생자들을 기려줄 것을 미국 국민들에게 촉구하였다. 미 의회가 이날을 '한국전 참전용사 기념일'로 지정한 데 따른 것이다.

##### 미군 참전 기념비

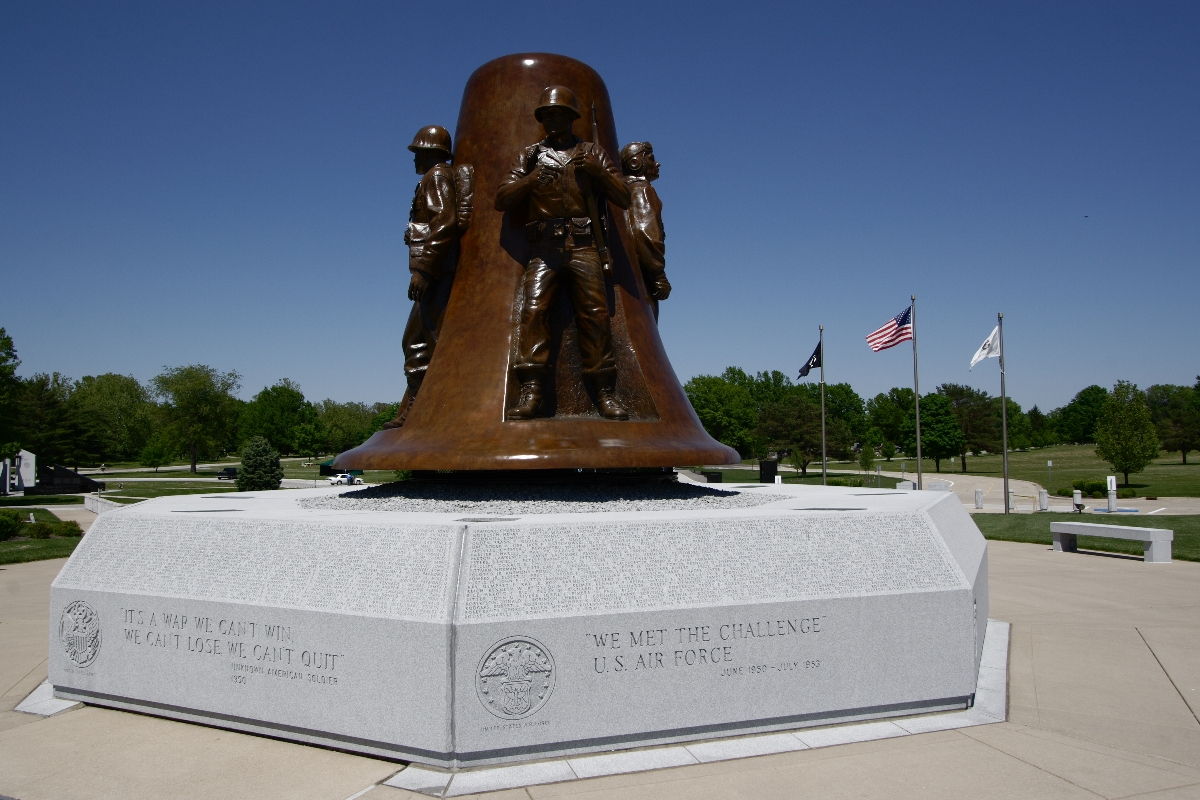
일리노이주 스프링필드에 위치한 한국 전쟁 기념비

가평은 적들이 서울로 가기 위한 중부의 전략적 요충지였다. 이런 조건으로 인해 가평과 그 주변에서는 수많은 전투가 벌어졌었다. 1951년 4월 미 제 2사단 72탱크대대는 목동에서 대원사 능선을 따라 남하하는 중공군을 맞아 치열한 교전 끝에 격퇴시켰으며, 1951년 5월 26일 북면 화악리(현 홍적리)에서는 미 213 야전포병대대 J. F. Dalley 중령이 이끄는 유타주 출신의 600명 대원 중 240명이 중공군 4,000명을 맞아 싸워 사살 350명, 포로 830명의 엄청난 전과를 얻고 한명의 사상자도 없이 전원 귀환하는 기적적인 승리를 거두었다. 1952년 미 40사단은 사단장 Cleland 소장의 지시로 십시일반 기금을 모아 사단의 첫 전사자인 Kaiser 일병의 이름을 딴 카이저고등학교(현 가평고등학교)를 세워 지금까지 수많은 인재들을 배출케 하는 훌륭한 일을 해냈다. 이러한 미군의 봉사를 기리기 위해 한국전쟁맹방국용사선양사업회를 설립하고 가평군이 지원하여 2016.2.4 기념비를 건립하였다.

##### 일리노이주 한국 전쟁 기념관
한국 전쟁 기간 동안 일리노이주에서 29만 8000명가량이 참전한 것으로 추정된다. 현재까지도 행방을 알 수 없는 전쟁 포로(POW) 및 작전 중 실종자(MIA) 396명을 포함해 총 1,789명이 귀향하지 못했고 스프링필드에 있는 이 기념비는 이러한 참전 용사들을 기리고 있다.

##### 오산 죽미령 평화공원
죽미령 UN초전 기념 평화공원 조성 추진사업은 죽미령 전투의 의미를 되살려 한반도 평화수호 의지를 다지자는 취지가 반영됐다. 6·25전쟁 당시 유엔군의 일원으로 오산 죽미령에서 북한군과 첫 전투를 벌인 540명의 스미스 부대원을 추모하고 자유와 평화 수호의지를 기념하고자 죽미령 인근 외삼미동 600의 1 일원 4만9천m2에 죽미령 유엔 초전기념 평화공원 조성을 추진하고 있다.

##### 한국전 참전 용사 기념비

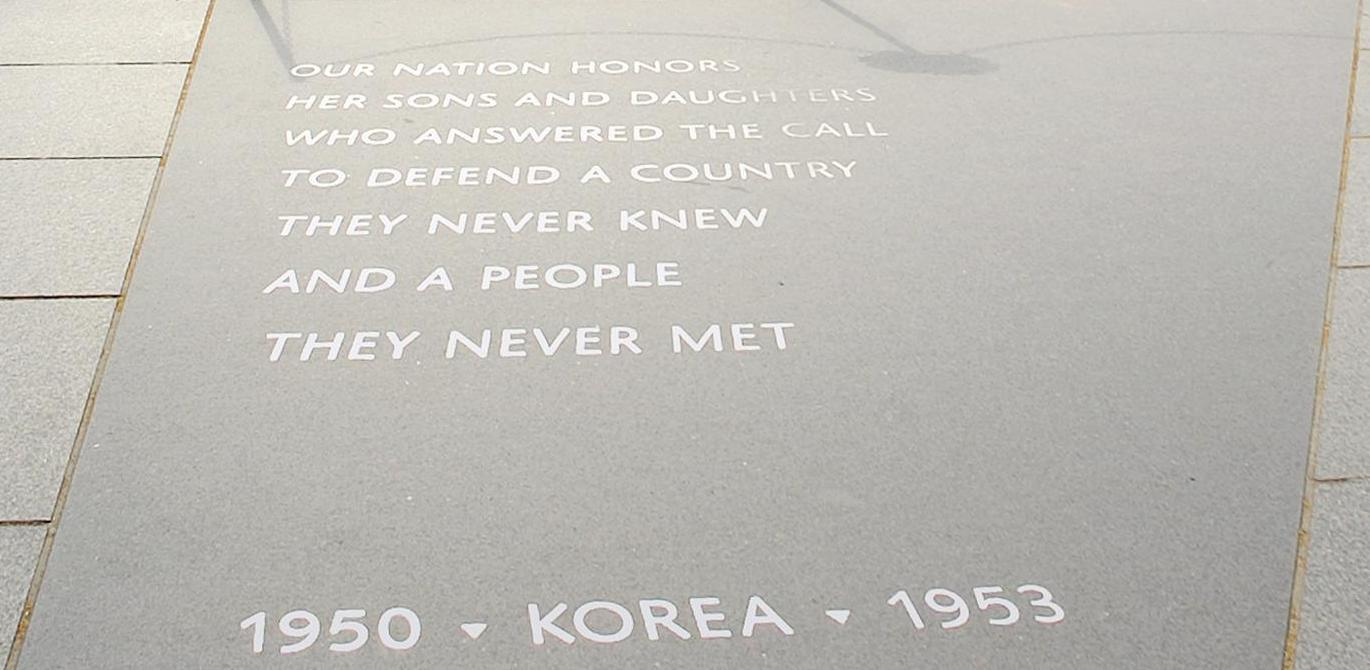
워싱턴 D.C 한국전 참전용사 기념비

- 미국 워싱턴 시내에는 한국전 기념공원이 조성되어 있다. 1995년 7월 27일 김영삼 대통령과 빌 클린턴 미 대통령, 그리고 6ㆍ25전쟁 당시 북한의 침략에 반대하는 유엔 결의를 지지한 21개국 대표 등이 참석한 가운데 한국전 참전 기념비가 제막되었다. 이 제막식은 6ㆍ25전쟁의 의미를 되새기고 참전용사들의 고귀한 넋을 기리면서 나아가 21세기 새로운 한미동맹관계의 발전을 다짐하는 계기가 되었다.

기념비의 내용은 아래와 같다.
'우리나라는 자신들이 알지도 못하는 나라, 만난 적도 없는 사람들을 지키려는 요청에 응한 우리의 아들과 딸들을 기린다.'

#### 한미 교류의 확대와 발전
1953년 7월 27일 휴전협정이 조인된 후, 북한의 도발에 대처하기 위해 그해 10월 1일에 한미상호방위조약이 체결되었다. 그리고 이듬해 1월 양국 의회의 비준을 거쳐 공식적인 한미 군사동맹 관계가 수립되었고, 11월 18일 조약이 발효되었다.
오늘날 주한미군은 한국에 주둔하면서 한미 연합방위 체제의 법적 근간을 이루며 동북아의 안정 세력으로서뿐 아니라 한반도 전쟁억지 세력으로서의 역할을 다하고 있다.

## 같이 보기
- 6.25 전쟁 유엔군 파병 국가
- 6.25 전쟁 의료지원단 파견 국가

## 참고 문헌
- 국방부 군사편찬 연구소. 6ㆍ25전쟁사, 2004.06.23.

- 국사편찬위원회. 한국사52. 2002.12.30.

- 김도영, 김영훈. (2010). 맥아더의 전략 vs. 김일성의 전략. 한국군사학논집, 66(1).

- 박일송. (2010). 대전 전투와 미군의 전투효율성.

- 김현기. (2017). 한국전쟁 시 장진호 전투의 현대적 의미. 전략논단.

- 김영호. 한국전쟁의 기원과 전개과정, 두레, 1998.

- 국가보훈처. (2005). 6ㆍ25전쟁 미군 참전사

- 온창일 외 7명. (2010). 6.25전쟁 60대전투

- 시어도어 리드 페렌바크. (2019). 이런 전쟁 (This Kind of War)

- 6.25 전쟁과 유엔군 - 국방부 군사편찬연구소, 2015 (E-BOOK) 보관됨 2023-07-09 - 웨이백 머신
- 6.25 전쟁과 유엔군 - 국방부 군사편찬연구소, 2015 (PDF) 보관됨 2023-07-09 - 웨이백 머신
- 통계로 본 6.25 전쟁 - 국방부 군사편찬연구소, 2014 (E-BOOK) 보관됨 2023-07-09 - 웨이백 머신
- 통계로 본 6.25 전쟁 - 국방부 군사편찬연구소, 2014 (PDF) 보관됨 2021-01-11 - 웨이백 머신
- 유엔군 지원사 - 국방부 군사연구소, 1998 (E-BOOK) 보관됨 2023-07-09 - 웨이백 머신
- 유엔군 지원사 - 국방부 군사연구소, 1998 (PDF) 보관됨 2023-07-09 - 웨이백 머신
- 한국전쟁 요약 - 국방부 전사편찬위원회, 1986 (PDF) 보관됨 2023-07-09 - 웨이백 머신
- 한국전쟁사 제11권 - 유엔군 참전편 (뉴질랜드, 필리핀, 남아프리카 공화국, 태국, 튀르키예, 영국, 미국, 덴마크, 인도, 이탈리아, 노르웨이, 스웨덴) - 국방부 전사편찬위원회, 1980 (E-BOOK) 보관됨 2023-07-07 - 웨이백 머신
- 한국전쟁사 제11권 - 유엔군 참전편 (뉴질랜드, 필리핀, 남아프리카 공화국, 태국, 튀르키예, 영국, 미국, 덴마크, 인도, 이탈리아, 노르웨이, 스웨덴) - 국방부 전사편찬위원회, 1980 (PDF) 보관됨 2023-07-09 - 웨이백 머신

- The History of the UN Forces in the Korean War-4 (United States) - ROK Ministry of National Defense Institute for Military History, 1975 (E-BOOK) 보관됨 2023-07-09 - 웨이백 머신
- The History of the UN Forces in the Korean War-4 (United States) - ROK Ministry of National Defense Institute for Military History, 1975 (PDF) 보관됨 2023-06-05 - 웨이백 머신
- The History of the UN Forces in the Korean War-5 (United States) - ROK Ministry of National Defense Institute for Military History, 1976 (E-BOOK) 보관됨 2023-07-09 - 웨이백 머신
- The History of the UN Forces in the Korean War-5 (United States) - ROK Ministry of National Defense Institute for Military History, 1976 (PDF) 보관됨 2023-06-05 - 웨이백 머신
- The History of the UN Forces in the Korean War-6 (Summary) - ROK Ministry of National Defense Institute for Military History, 1977 (E-BOOK) 보관됨 2023-07-09 - 웨이백 머신
- The History of the UN Forces in the Korean War-6 (Summary) - ROK Ministry of National Defense Institute for Military History, 1977 (PDF) 보관됨 2023-06-28 - 웨이백 머신